# Collezione d'Avalos

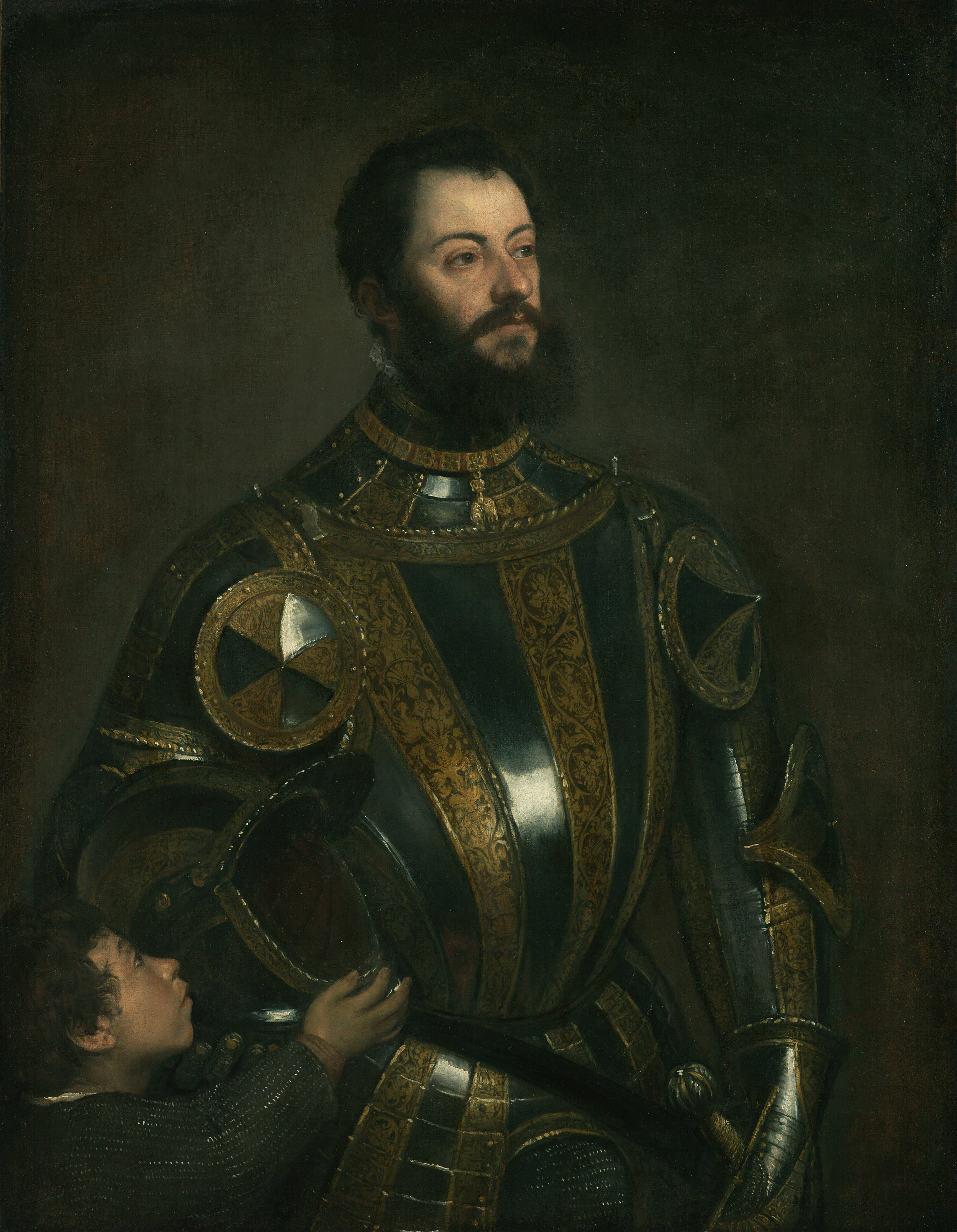
Ritratto di Alfonso III d'Avalos, Tiziano (Getty Museum di Los Angeles - proveniente dalla collezione d'Avalos)

La collezione d'Avalos è stata una collezione di opere d'arte nata ed appartenuta alla nobile famiglia spagnola dei d'Avalos durata dal XVI al XIX secolo.
La collezione nacque nel Cinquecento con Alfonso II, marchese di Pescara, e perdurò fino ai primi anni del XIX secolo con l'ultimo mecenate di famiglia Alfonso V d'Avalos. Gran parte della raccolta fu smembrata nel corso degli anni, dove furono venduti alcuni dei pezzi più preziosi, fino a quando ciò che ne restava non confluì nel 1862 interamente nella Pinacoteca di Napoli.
La collezione, che comunque si componeva di opere eterogenee, includeva pitture di Tiziano, di cui i ritratti di alcuni esponenti della famiglia, opre di fiamminghi, arazzi dei tessitori Bernard van Orley, Jan e William Dermoyen, che eseguirono la preziosa serie della Battaglia di Pavia, ed infine tele del Seicento napoletano, prettamente a tema mitologico e letterario, di Pacecco De Rosa, Andrea Vaccaro e Luca Giordano.
Si tratta di una delle più importanti collezioni d'arte della Napoli del XVII secolo, assieme a quella Filomarino, Vandeneynden e Roomer.

## Storia

### Quattrocento e Cinquecento

#### Le origini della collezione

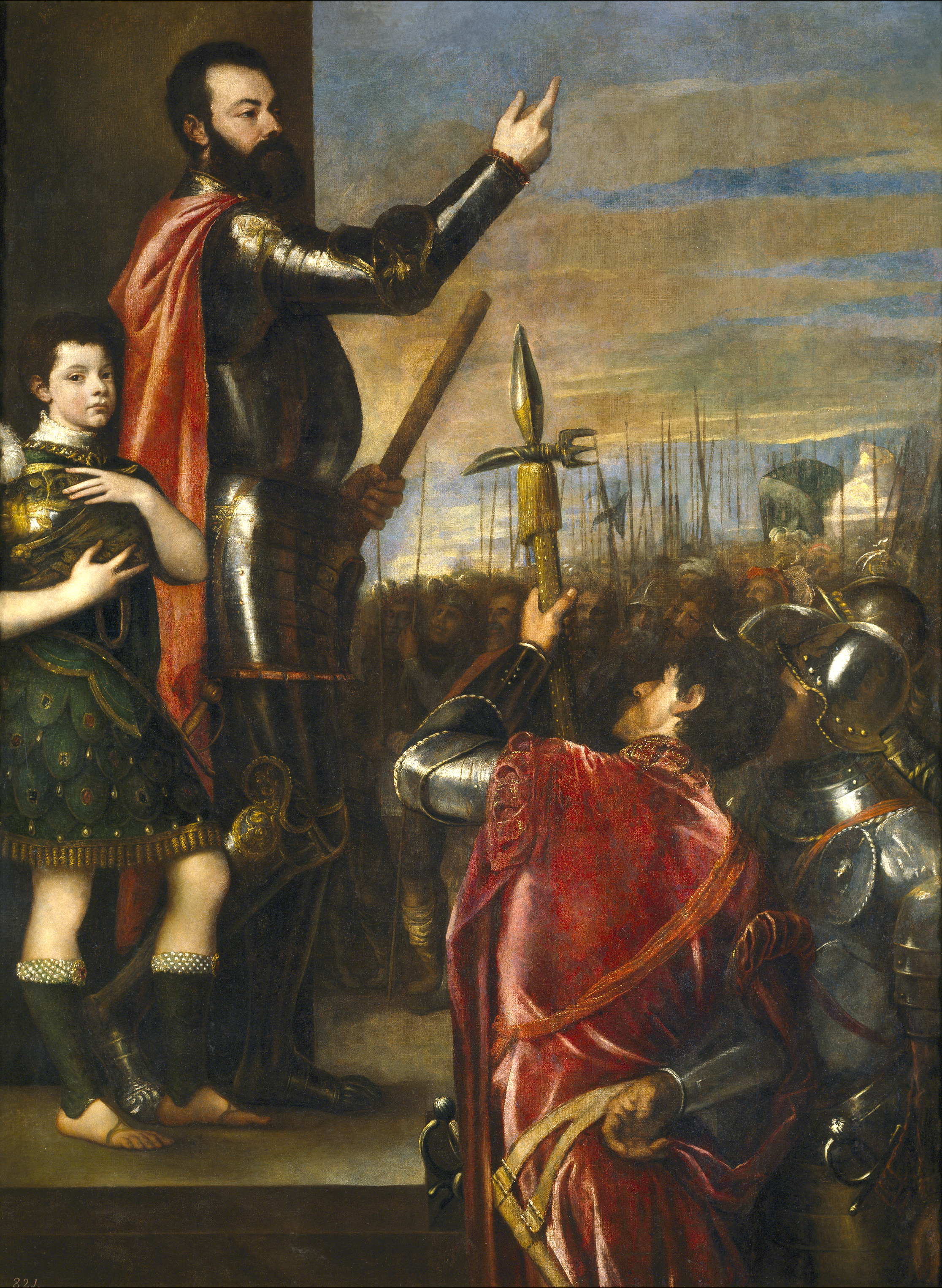
Allocuzione di Alfonso III d'Avalos, Tiziano

La collezione iniziò con il marchese Alfonso II intorno alla metà del Quattrocento, che assieme a Costanza d'Avalos, duchessa di Francavilla, contessa di Acerra e governatrice di Ischia, avviarono le prime commesse private di opere pittoriche. Quelle di Alfonso e Costanza erano due personalità particolarmente colte nell'ambiente locale, tant'è che era loro usanza radunare attorno alle proprie residenze di Ischia i più illustri letterati napoletani del tempo: Sannazaro, Chariteo e Pietro Jacopo De Jennaro.
Alfonso III d'Avalos, nipote di Alfonso II e Costanza, continuò nel XVI secolo il mecenatismo, riuscendo nel contempo a estendere lo spessore culturale della famiglia oltre i territori vicereali: celebre infatti era il suo legame con Ludovico Ariosto negli anni in cui il nobile spagnolo-napoletano divenne governatore del ducato di Milano. Ad Alfonso III spettano tutte le committenze dei dipinti a Tiziano, quindi il Ritratto di Alfonso III d'Avalos, l'Allocuzione di Alfonso III d'Avalos e l'Allegoria coniugale.

#### La nascita del ramo d'Avalos dei principi di Montesarchio

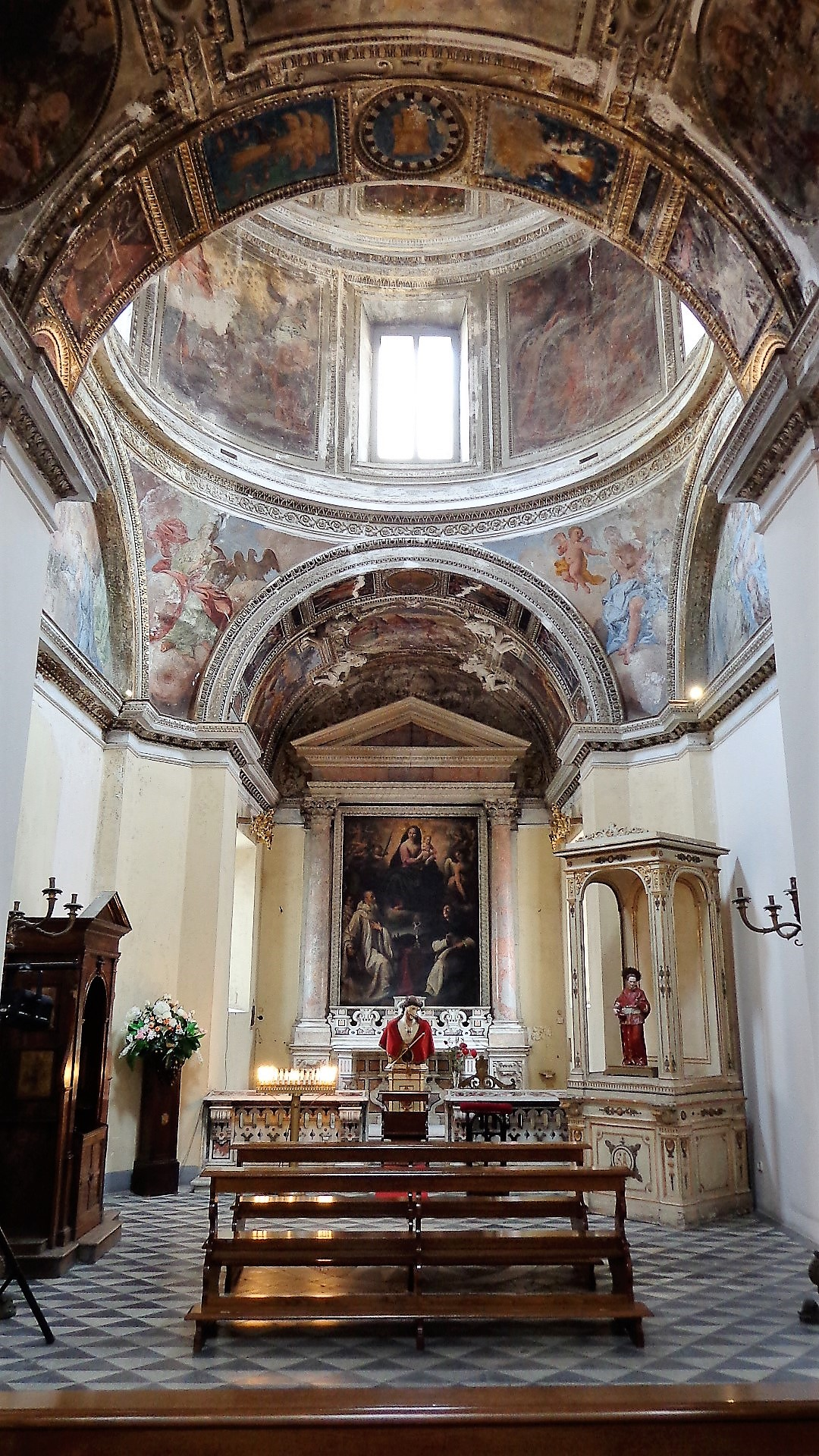
Cappella d'Avalos, chiesa di Sant'Anna dei Lombardi, Napoli

Con quattro degli otto figli che ebbe Alfonso III (Francesco Ferdinando, Innico, Cesare e Carlo) la famiglia iniziò a dividersi in più rami.
Francesco Ferdinando continuò il ruolo di governatore del ducato di Milano avviato dal padre. Presso la sua collezione erano le tele di Tiziano, che poi passarono alle collezioni ducali di Mantova dopo la sua morte; a lui spettano le commesse pittoriche avanzate a Luca Cambiaso e a Bernardino Campi. Per quanto riguarda l'inserimento nell'inventario d'Avalos degli arazzi della battaglia di Pavia, non è molto chiaro come il casato nobiliare sia giunto in possesso degli stessi. Un'accreditata ipotesi è che i preziosi reperti siano stati donati a Francesco Ferdinando d'Avalos dalla corte di Spagna come segno di riconoscenza verso questa stirpe di valorosi condottieri, fedelissimi di Carlo V che, anche a Pavia, dove combatterono nel 1525 sia Fernando Francesco (figlio di Alfonso II) che il cugino Alfonso III d'Avalos, aveva dimostrato la propria prodezza nelle armi. Allo stesso Francesco Ferdinando si deve la costruzione dello storico palazzo familiare di Chiaia, avvenuta nel primo quarto del XVI secolo.
Innico intraprese la carriera ecclesiastica a Roma, seppur risiedeva abitualmente in Abruzzo, a cui si devono svariate commesse a Jacopo Zucchi e a Lavinia Fontana, mentre Cesare divenne invece un condottiero militare e gran cancelliere del Regno di Napoli, dalla cui discendenza avrà seguito il ramo che più degli altri determinerà la composizione della collezione così come oggi è pervenuta a Capodimonte. A lui spetta la costruzione intorno al 1580 del palazzo su via Toledo, così come la commissione della pala d'altare con l'Annuncio ai pastori (1612-1614) di Fabrizio Santafede per la cappella familiare della chiesa di Monteoliveto a Napoli, poi divenuta Sant'Anna dei Lombardi, di cui in collezione è conservato il presunto bozzetto.
Carlo (1541-1612), infine, diverrà militare anch'egli ed acquisterà nel 1596 il feudo di Montesarchio con il titolo di principe.

### Seicento

#### Lo sviluppo della collezione napoletana sotto Giovanni e Andrea d'Avalos

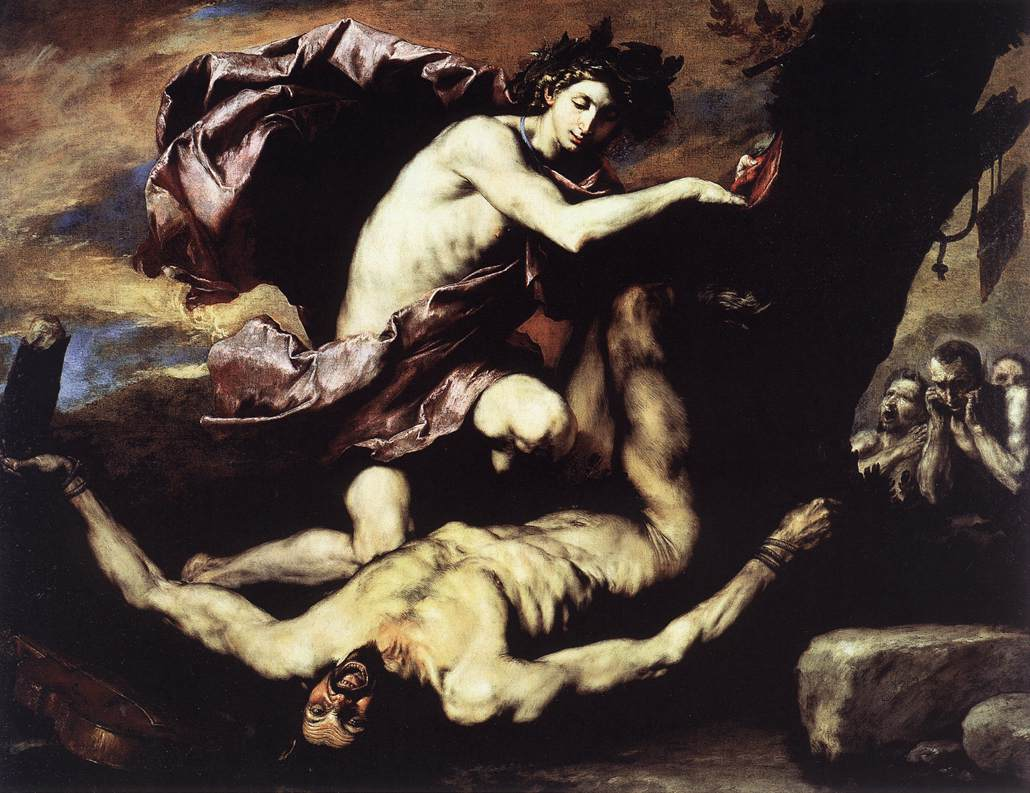
Apollo e Marsia, Ribera

Venuti a mancare prematuramente i due maschi discendenti di Carlo, la moglie Sveva Gesualda cedette nel 1622 il feudo di Montesarchio (cui seguì il riconoscimento nel 1628 del titolo di principe concesso dal re di Spagna Filippo IV) a un figlio di Cesare, Giovanni d'Avalos, il quale diede seguito alla collezione artistica.

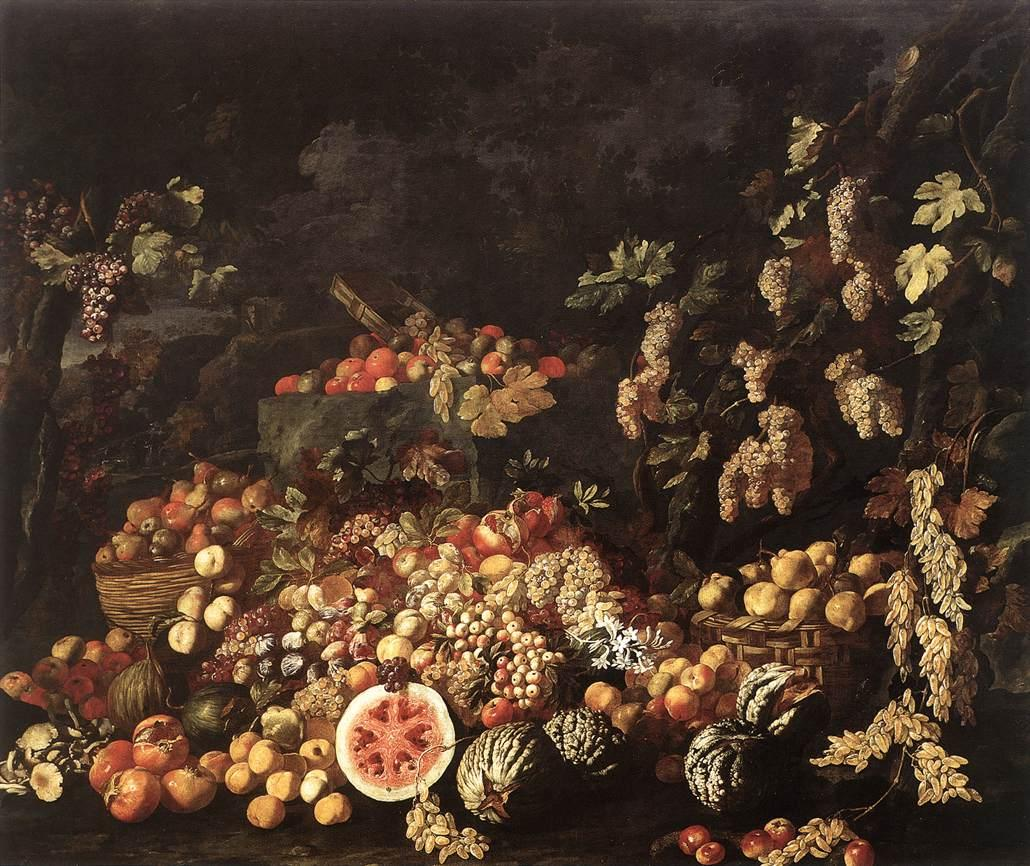
Natura morta con fiori e frutta, Giuseppe Recco

La collezione si intensificò sotto il ramo d'Avalos di Montesarchio dapprima con Giovanni e successivamente, alla morte di questi avvenuta nel 1638, con il figlio Andrea, pluridecorato condottiero e politico impegnato nella difesa di Napoli sotto il dominio della corona spagnola. I membri del casato di Montesarchio, infatti, erano noti per essersi distinti nel corso degli anni in campo militare, ritenuti valorosi condottieri fedeli alla corona di Spagna e difensori dei territori facenti capo al Regno di Napoli.
A Giovanni d'Avalos si riconducono le commesse dell'Apollo e Marsia di Jusepe de Ribera, della Lucrezia e del Martirio di sant'Agata di Massimo Stanzione e infine della Salomè con la testa di Battista di Charles Mellin (originariamente assegnata a Simon Vouet).
Ad Andrea, invece, si deve il nucleo più corposo della collezione, che si compone di opere raccolte nella seconda metà del XVII secolo acquistate o commissionate direttamente dallo stesso principe di Montesarchio, come le nature morte di Luca Forte, Paolo Porpora, Giovan Battista e Giuseppe Recco, Giovan Battista Ruoppolo ed Abraham Brueghel, nonché i dipinti a tema mitologico (che di fatto costituiscono l'elemento distintivo della raccolta) e dalla sottile venatura erotica di Luca Giordano, Pacecco De Rosa (tra cui il Bagno di Diana, Venere dormiente con satiro e il Giudizio di Paride), Andrea Vaccaro, Bernardo Cavallino e Antonio De Bellis, e che tutt'oggi rappresenta il nucleo pittorico più consistente della collezione confluita al Museo di Capodimonte di Napoli.

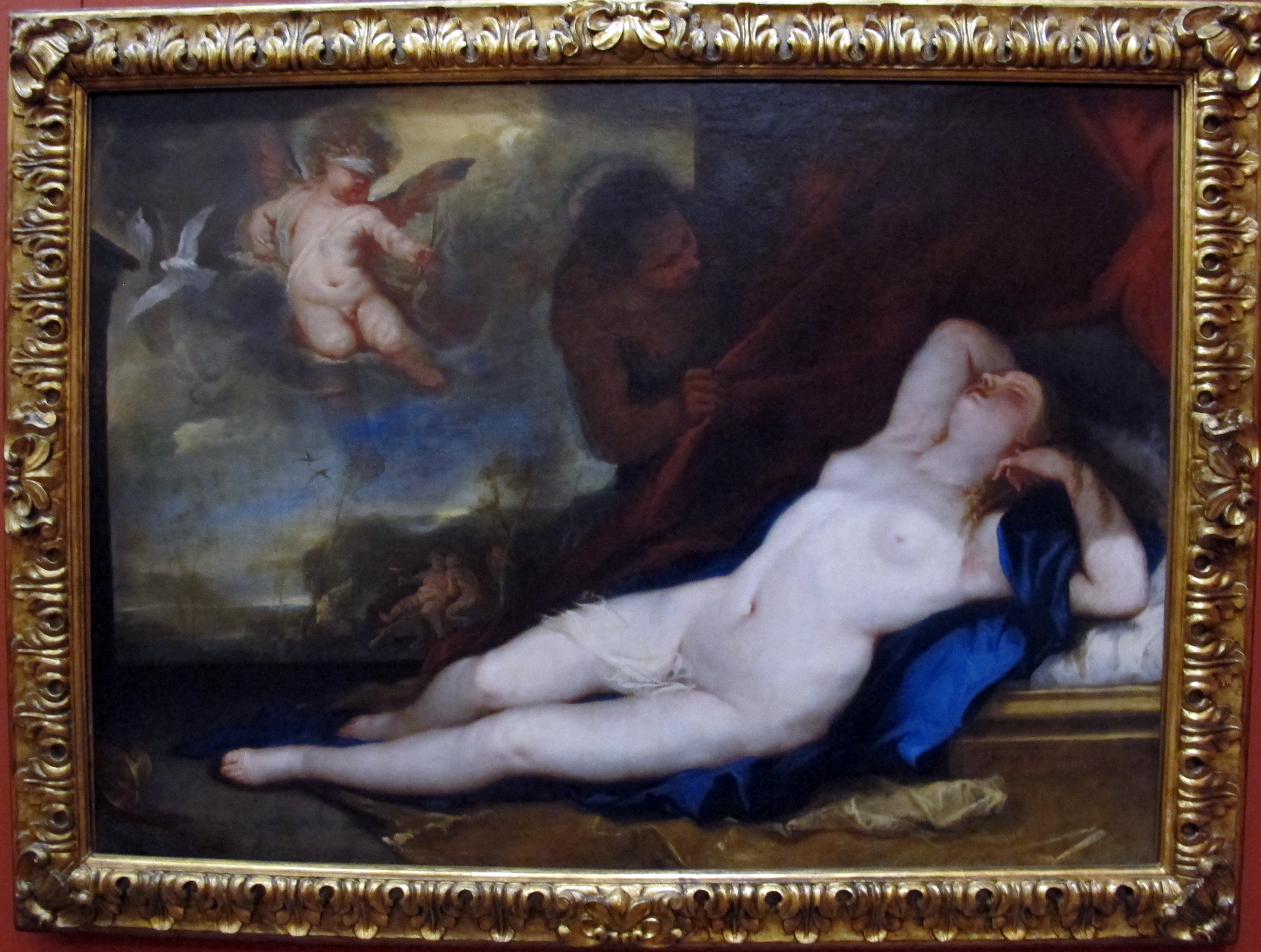
Venere dormiente con cupido e satiro, Luca Giordano

Luca Giordano fu interessato da uno stretto rapporto di committenza con Andrea d'Avalos, concretizzatosi in due periodi distinti di grande lavoro per il pittore napoletano, uno che va dal 1662 al 1663 e un altro dal 1673 al 1675, dove per il principe compì una cospicua serie di tele a mitologiche che il De Dominici descrisse così: «Nel mentre che Luca lavorava per le Chiese, non lascia di far pitture per varij Signori [...] Al Principe di Monesarchio D. Andrea d'Avalos, rinominatissimo Generale, bellissimi quadri di favole, e d'istorie; come Lucrezia con Taqruinio, di Cleopatra moribonda tra le Ancelle, di Ercole, e Jole, di Adone, e Venere, ed altre Veneri in varie posture dormienti, che non ponno idearsi più belle per la nobile, e perfettissima simmetria delle parti [...]».
La collezione del ramo di Montesarchio era conservata nel palazzo di famiglia di Chiaia risultando particolarmente prestigiosa già all'epoca, tra le migliori del casato, tant'è che il Celano la descrisse ne le sue Notizie del 1692 come «casa nobilissima dei d'Avalos, ricca di famosi quadri». Il palazzo su via Toledo venne invece venduto da Giovanni a Gaspar Roomer già nella prima metà del secolo, verosimilmente intorno al 1616-1620, quando il fiammingo si insediò in città.

#### La collezione abruzzese di Cesare Michelangelo d'Avalos
Parallelamente al ramo napoletano, sul finire del Seicento giocò un grosso ruolo di mecenate anche la figura di Cesare Michelangelo d'Avalos, marchese del Vasto e di Pescara, principe di Isernia e Francavilla, che nella propria residenza abruzzese allestì una biblioteca di 830 volumi oltre ad una ricca collezione di opere d'arte.
Tra queste vi erano la serie di pitture, nature morte, e paesaggi di Domenico Brandi, particolarmente in voga come pittore di corte della dimora di Vasto, o anche dipinti talvolta accreditati a Tiziano, Barocci, Giordano e Ribera, più plausibilmente solo copie di questi, che fecero ritenere la collezione abruzzese essere una raccolta meno prestigiosa di quella napoletana, di modesta qualità, per lo più con opere di piccolo-medio formato.
Non si ha certezza su quali opere lasciarono la collezione, tuttavia si sa che tre delle maggiori tele d'Avalos, tutte di Tiziano, risultano già alienate alla metà del secolo: l'Allocuzione e l'Allegoria coniugale figurano nelle raccolte di Carlo I d'Inghilterra entro il 1649, mentre il Ritratto ufficiale in armatura è nelle collezioni del re di Polonia Giovanni III Sobieski.

### Settecento

#### Le dismissioni delle raccolte abruzzesi e il trasferimento dei pezzi superstiti a Napoli

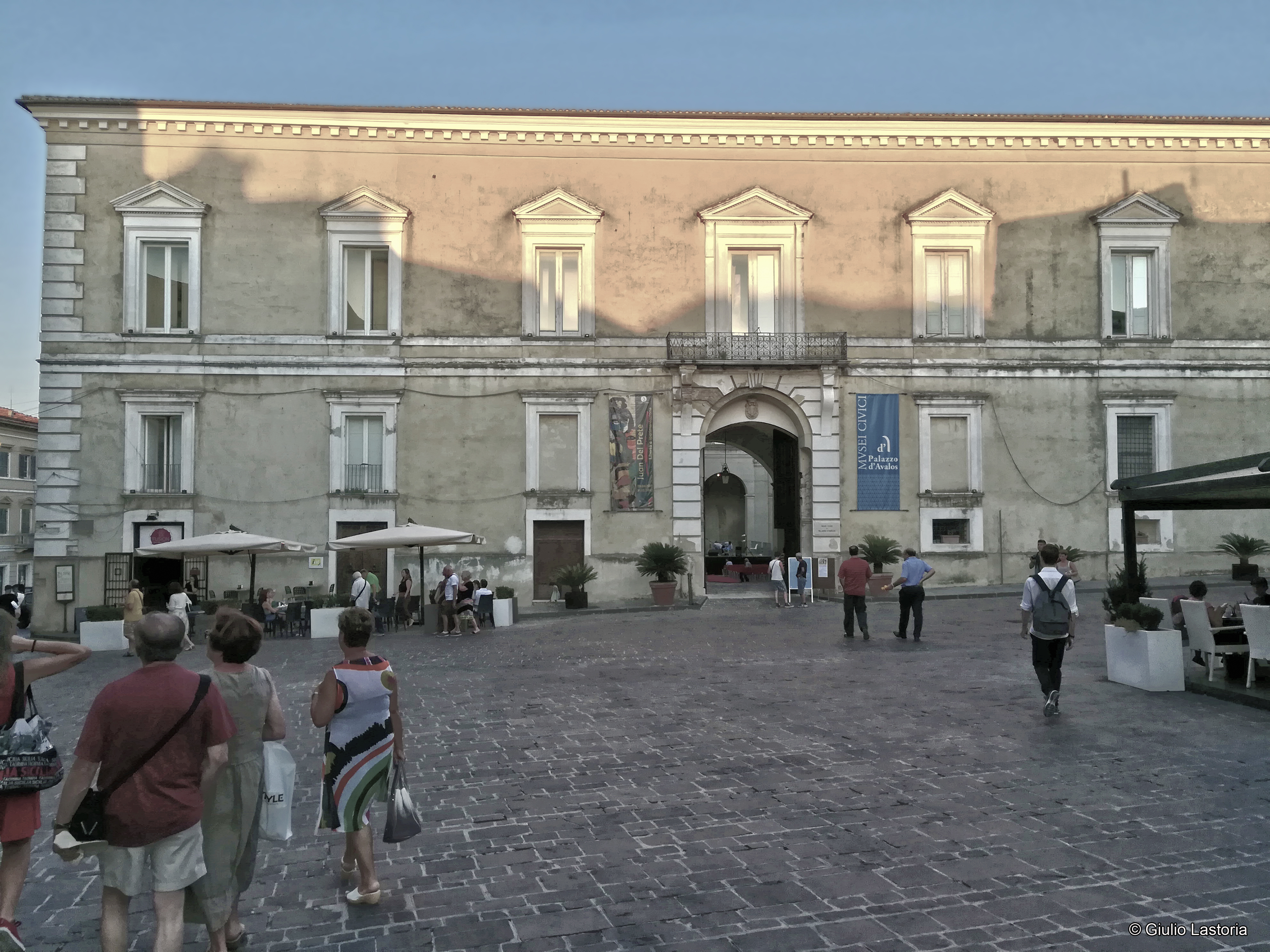
Palazzo d'Avalos a Vasto

A causa dei debiti accumulati nella concitata vita di Cesare Michelangelo d'Avalos, caratterizzata da lunghi periodi di esilio dal regno di Napoli, nel corso dei quali risiedette a Roma, a Venezia ed infine a Vienna (prima di ritornare a Vasto nel 1713), alla sua morte, avvenuta nel 1729, si ebbe la messa in vendita di una buona parte della collezione, in particolare dei beni custoditi nelle dimore abruzzesi.
I pezzi della raccolta erano stati inventariati già una prima volta il 19 luglio 1706, quando a Vienna venne compilato l'Inventario delle robbe che sono nelli appartamenti di S. Altezza, mentre la seconda, avvenuta il 13 ottobre 1736, per l'appunto alcuni anni dopo la morte di Cesare, fu stilata in occasione del sequestro e della messa all'asta dei beni che questi lasciava, in quanto servirono a reperire i fondi utili a coprire gli enormi debiti maturati nel corso degli anni.
Successivamente a questa spoliazione avviene il trasferimento definitivo delle opere superstiti dal palazzo di Vasto a quello di Napoli, ricongiungendo le collezioni d'Avalos in una sola. Molto probabilmente fu la moglie di Cesare, Ippolita d'Avalos di Troia, nipote di secondo grado, figlia di Giovanni d'Avalos d'Aquino, residente nel palazzo di Chiaia nella città partenopea, che attuò il trasferimento di tutti quei quadri che le aveva lasciato il marito e che lei aveva messo in salvo dal fisco e dai creditori.

#### La quadreria d'Avalos di Napoli

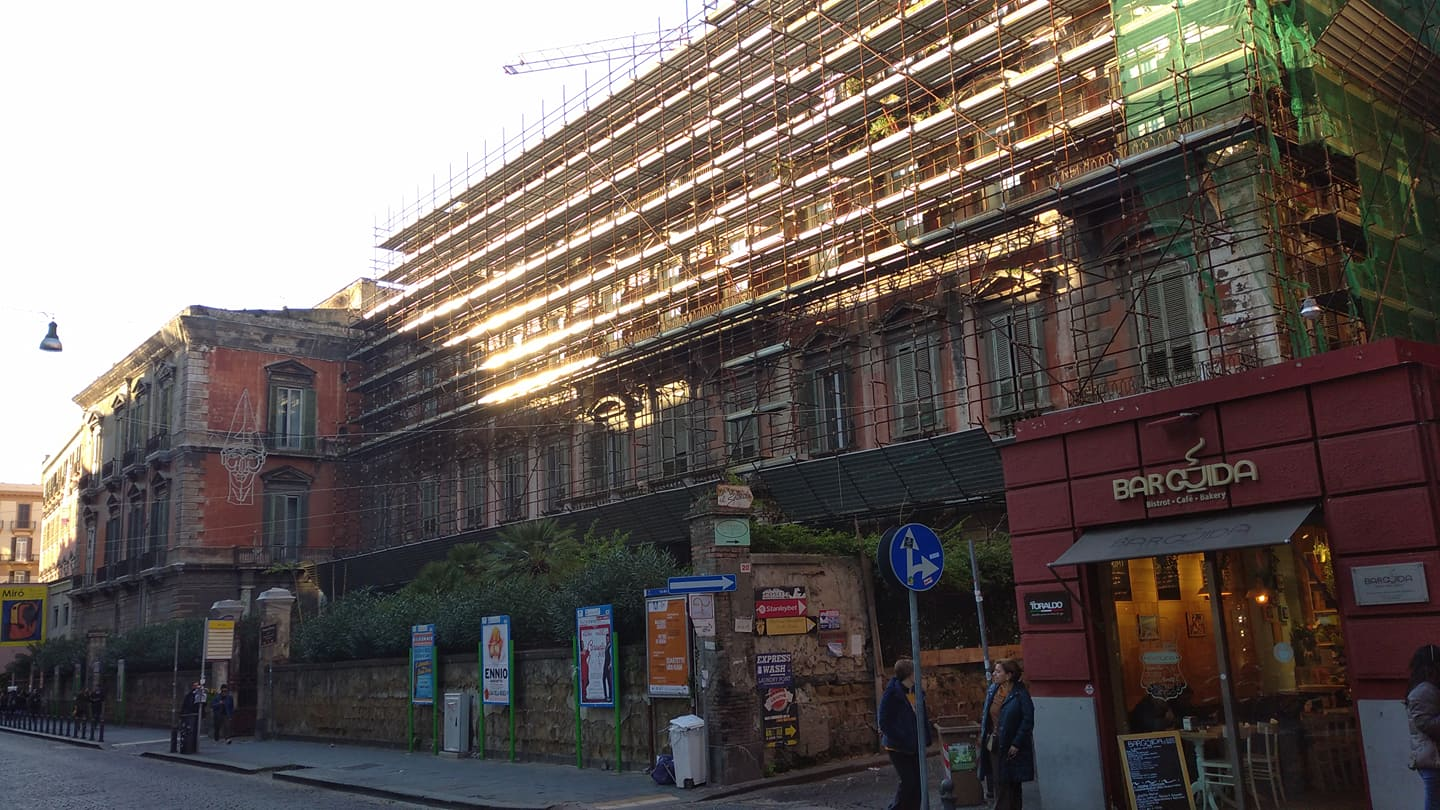
Palazzo d'Avalos di Napoli (in restauro)

A partire dal 1751-1754 si costituì la quadreria d'Avalos nel palazzo nobiliare di Napoli, con le tele "abruzzesi" invendute che si aggiunsero alla collezione napoletana, le cui stanze dell'edificio furono ripensate e risistemate per l'occasione dall'architetto Mario Gioffredo. Durante tutto il Settecento e fino alla prima metà dell'Ottocento, con il successore di Cesare, il nipote Giambattista, la collezione non accrescerà in alcun modo il suo prestigio, tant'è che nel catalogo oggi confluito a Capodimonte mancano del tutto i dipinti di autori del XVIII secolo napoletano, come Solimena, De Mura, De Matteis.
Con il nipote di Giambattista, Tommaso d'Avalos, invece, secondo alcune fonti sarebbe avvenuto il rientro nella raccolta familiare degli arazzi della battaglia di Pavia, che intanto erano registrati nei possedimenti del patrizio Daniele Dolfin intorno al 1774, già venduti durante i difficili anni di Cesare Michelangelo. Dopo essere stati portati a Vienna, questi sarebbero poi tornati nuovamente in possesso della famiglia d'Avalos tra la fine del XVIII e gli inizi del XIX secolo, quando vennero riacquistati appunto da Tommaso.

### Ottocento e Novecento

#### Il lascito testamentario del 1862

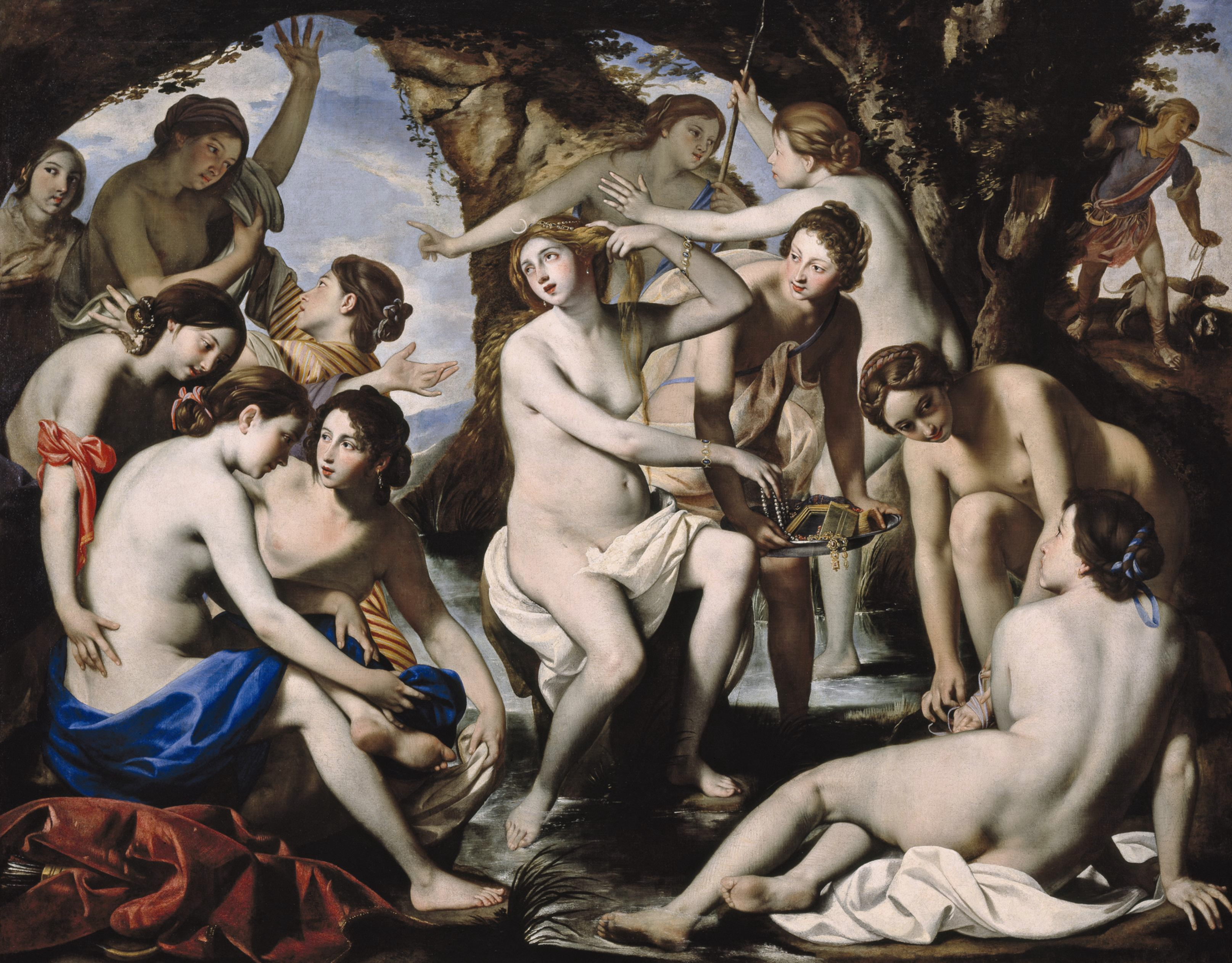
Bagno di Diana, Pacecco De Rosa

La collezione d'Avalos rimase nel palazzo di Chiaia a Napoli sotto la proprietà della famiglia fino al 1862, quando l'ultimo dei discendenti dei rami di Vasto, Pescara, Francavilla, Troia e Montesarchio, Alfonso V, nipote di Tommaso, la donò al neo-nato Stato italiano: «305 beni, dati in consegna al signor Gaetano Macaluso delegato dal Museo Nazionale per riceverne la consegna e farli trasportare al Museo Nazionale» e ancora, «lego al Museo Nazionale di Napoli i miei arazzi e quadri, da riporsi in una sala apposita, con la mia leggenda, e vieto di potersi portar via da Napoli sotto pena di decadenza dal legato».
Il testamento non fu esente di controversie legali, che infatti furono sollevate da parenti di due rami collaterali del casato (i duchi di Celenza e Torrebruna), i quali ricevettero in eredità alcuni beni lasciati da Alfonso V ma non la collezione artistica, che era il reale oggetto della disputa, vinta dallo Stato italiano solo nel 1882.
Il lascito si componeva di circa 500 dipinti, un centinaio di stampe, miniature e litografie, nonché ventisei reliquiari e altarini di cartone per la devozione privata. Le opere con il valore più alto erano la serie degli arazzi ella battaglia di Pavia, che per tutto l'Ottocento risultano registrati nel piano nobile del palazzo di via dei Mille a Napoli,stimate circa 5.500 ducati l'uno e l'Apollo e Marsia di Ribera, valutato 800 ducati, mentre tutte le altre opere, comprese quelle di Pacecco De Rosa, Luca Giordano e Bernardo Cavallino, venivano stimate solo alcune decine di ducati.
Circa 35 pezzi della collezione, in particolare quelle a carattere mitologico di Luca Giordano, furono collocate dal 1926 negli edifici di rappresentanza pubblica della città (villa Rosebery, villa Floridiana ed altri) e dello Stato italiano (Camera dei deputati e Senato).

#### La collocazione nel Museo nazionale di Capodimonte (1957)

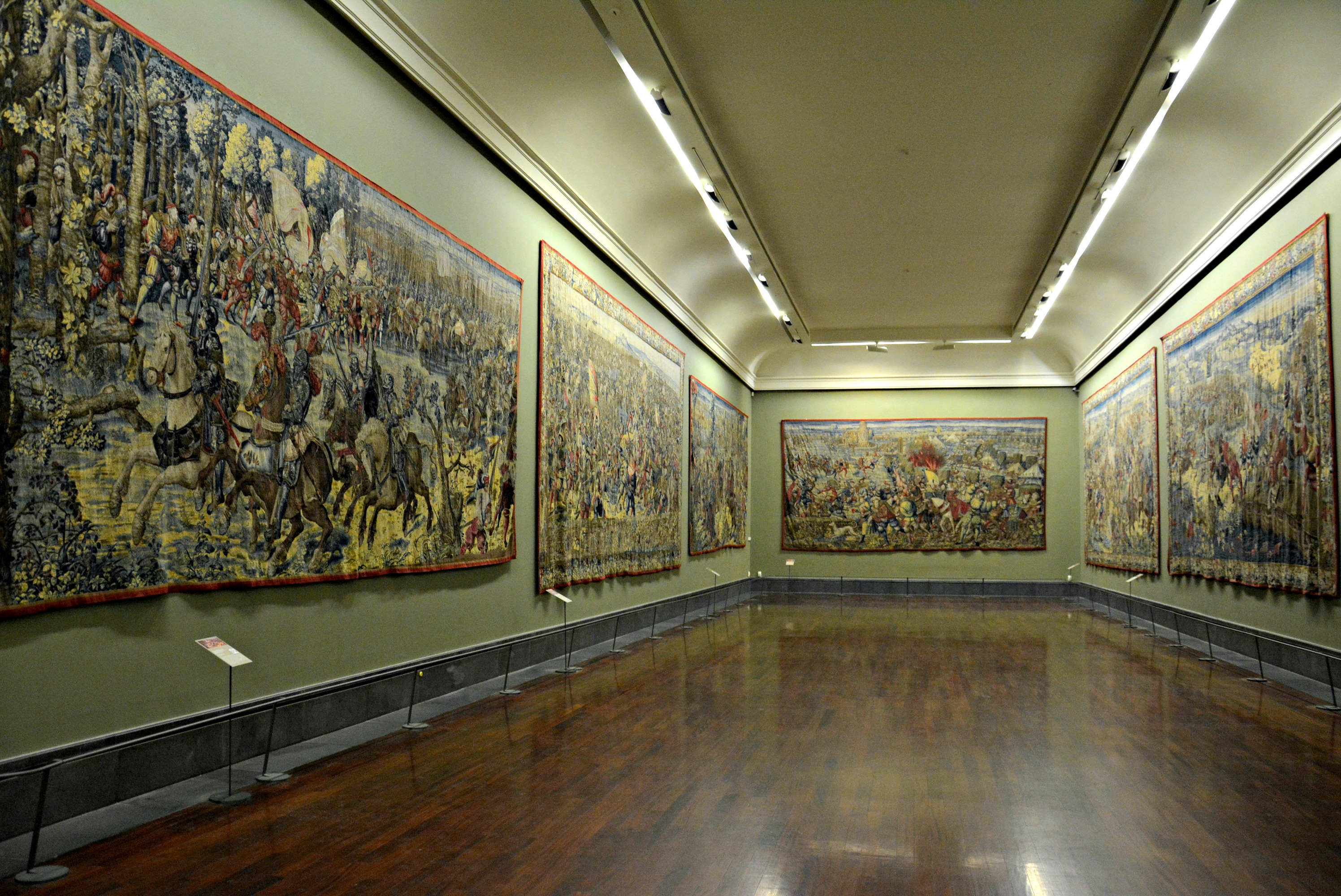
La sala degli Arazzi della battaglia di Pavia nel museo di Capodimonte di Napoli

A partire dal 1957 gran parte del nucleo di opere d'Avalos trovò collocazione nel Museo nazionale di Capodimonte. I pezzi "degni di nota" del lascito d'Avalos non erano molti, infatti, ad eccezione dei dipinti dei maestri della scuola napoletana del Seicento (Jusepe de Ribera, Pacecco De Rosa, Bernardo Cavallino, Luca Giordano, Andrea Vaccaro, Massimo Stanzione) e delle nature morte, poi gran parte della collezione constava di un cospicuo gruppo di tele "minori" e di scarsa rilevanza, come copie da Tiziano, da Guercino o da Reni. Pertanto, mentre un gruppo di circa 42 tele trovò stabile esposizione in intere sale dedicate della reggia napoletana, un altro gruppo di opere rimase invece nei depositi del museo, dove se alcune di queste hanno visto nel tempo una rotazione all'interno della galleria, o sono state utilizzate per prestiti in mostre temporanee, altre invece sono rimaste stabilmente accantonate, ancorché erano in pessimo stato conservativo già dal momento del lascito testamentario del 1862, tant'è che veniva riportato nell'atto: «molti quadri sono di pochissimo conto per valore artistico e per lo stato di massimo deperimento, di nessun merito o di assoluto scarto, in tela deprezzatissima e senza telaio».
La collezione, seppur priva del nucleo originario di tele di Tiziano, rimane comunque una delle più importanti e rare raccolte private napoletane rimaste in città, assieme a quella Filangieri (sorte diversa ebbero quelle più importanti del Seicento napoletano, ossia le collezioni Roomer-Vandeneynden, che furono smembrate del tutto rispettivamente sul finire del Seicento e gli inizi dell'Ottocento).
Nel 2019 gli ultimi inquilini discendenti dei d'Avalos che hanno abitato il palazzo di Napoli sono stati escomiati in quanto debitori verso la società che detiene la proprietà dell'edificio. I beni dei d'Avalos ancora presenti nel complesso, consistenti in mobilia storica e documenti d'archivio, sono stati collocati quindi in depositi ad Agnano, in attesa di trovare definitiva riconversione.

## Elenco delle opere (non completo)
Pietro Bardellino

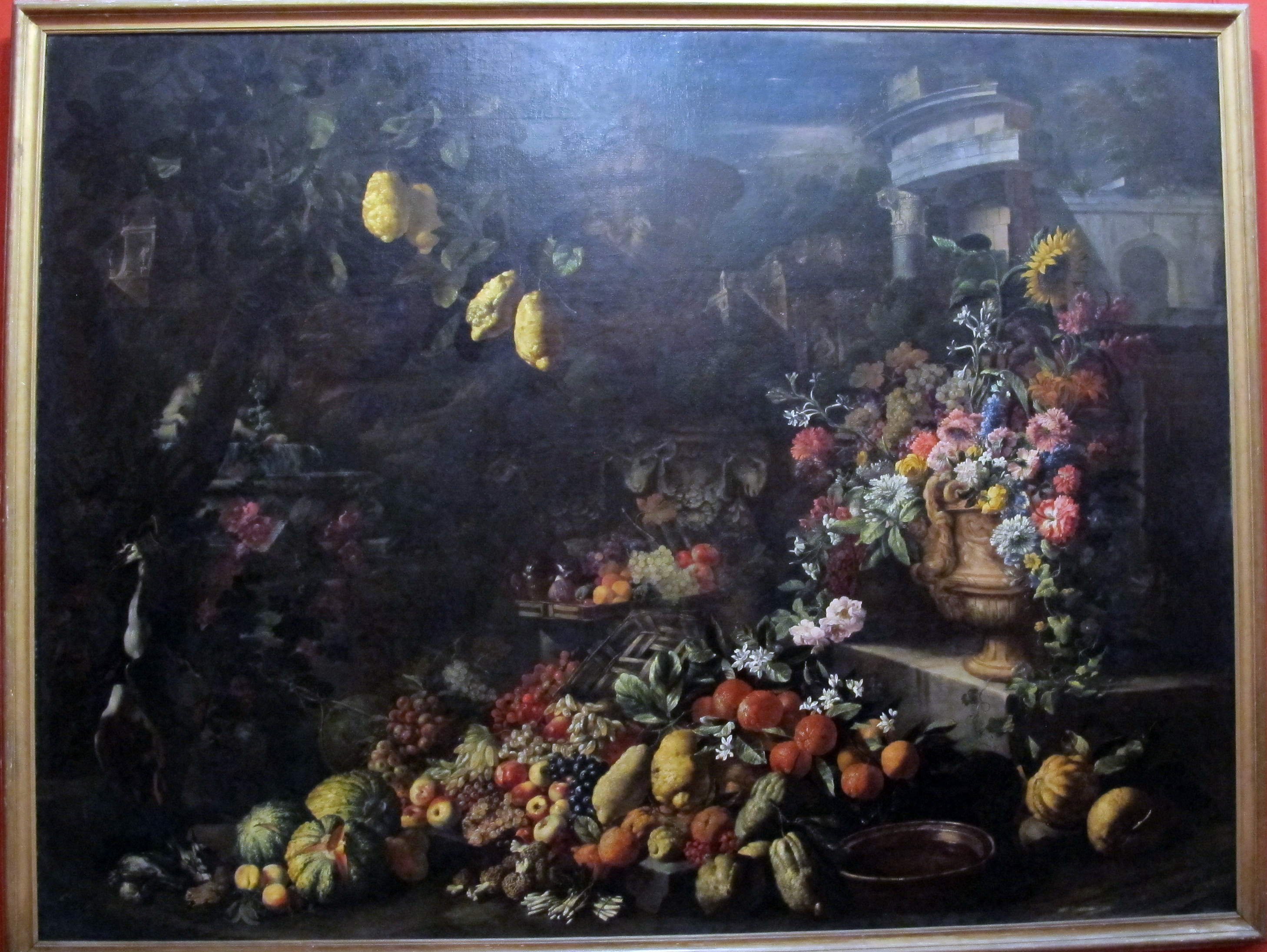
Natura morta con frutta e fiori, Abraham Brueghel e Giuseppe Ruoppolo

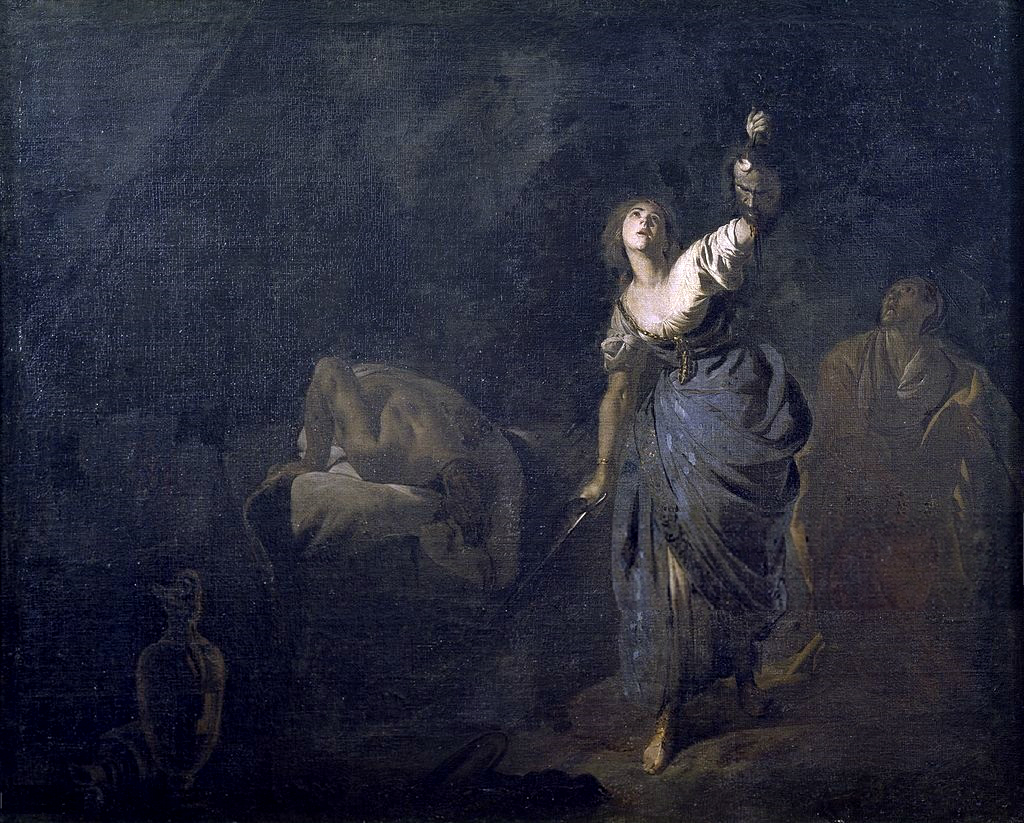
Giuditta e Oloferne, Bernardo Cavallino

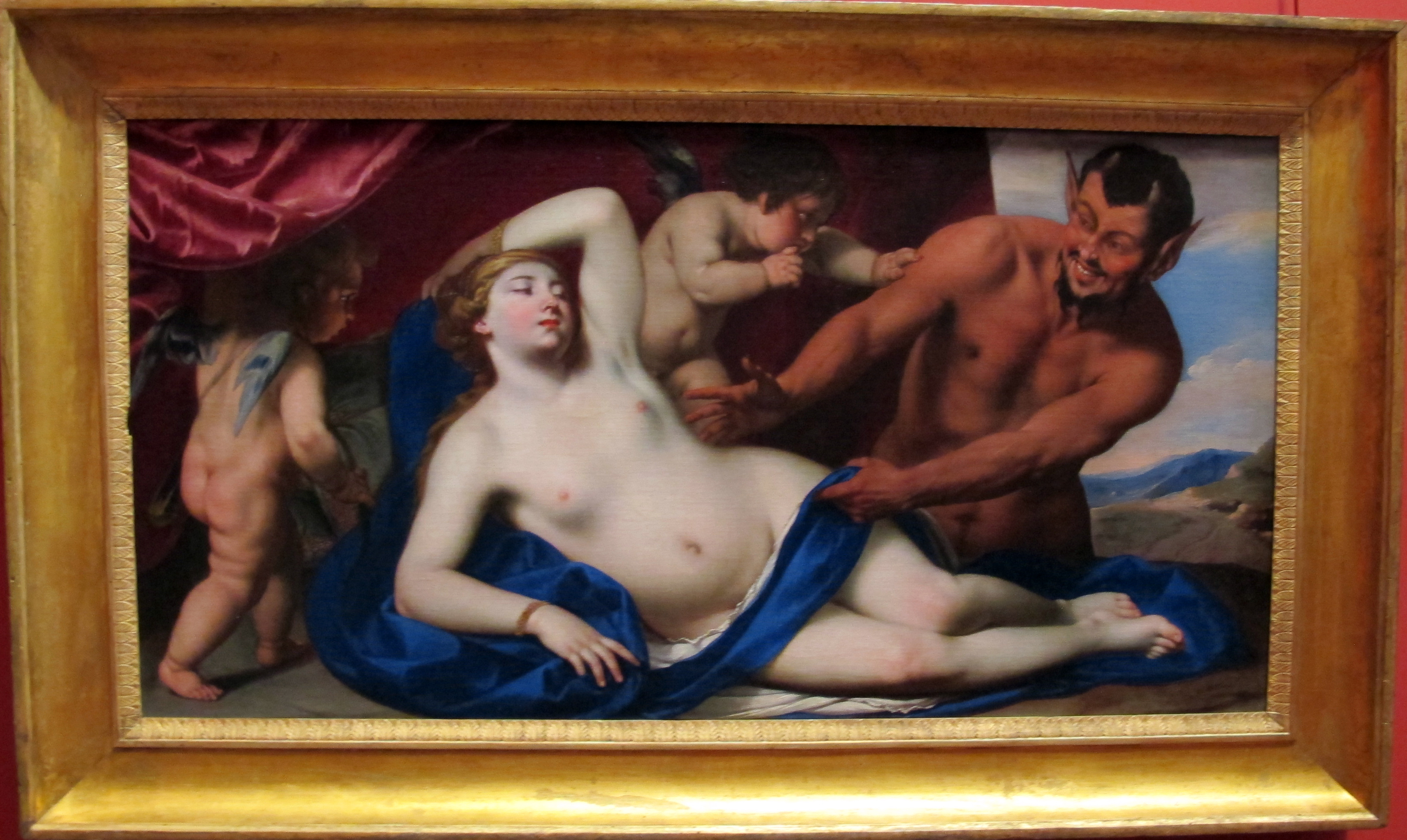
Venere, satiro e due amorini, Pacecco De Rosa

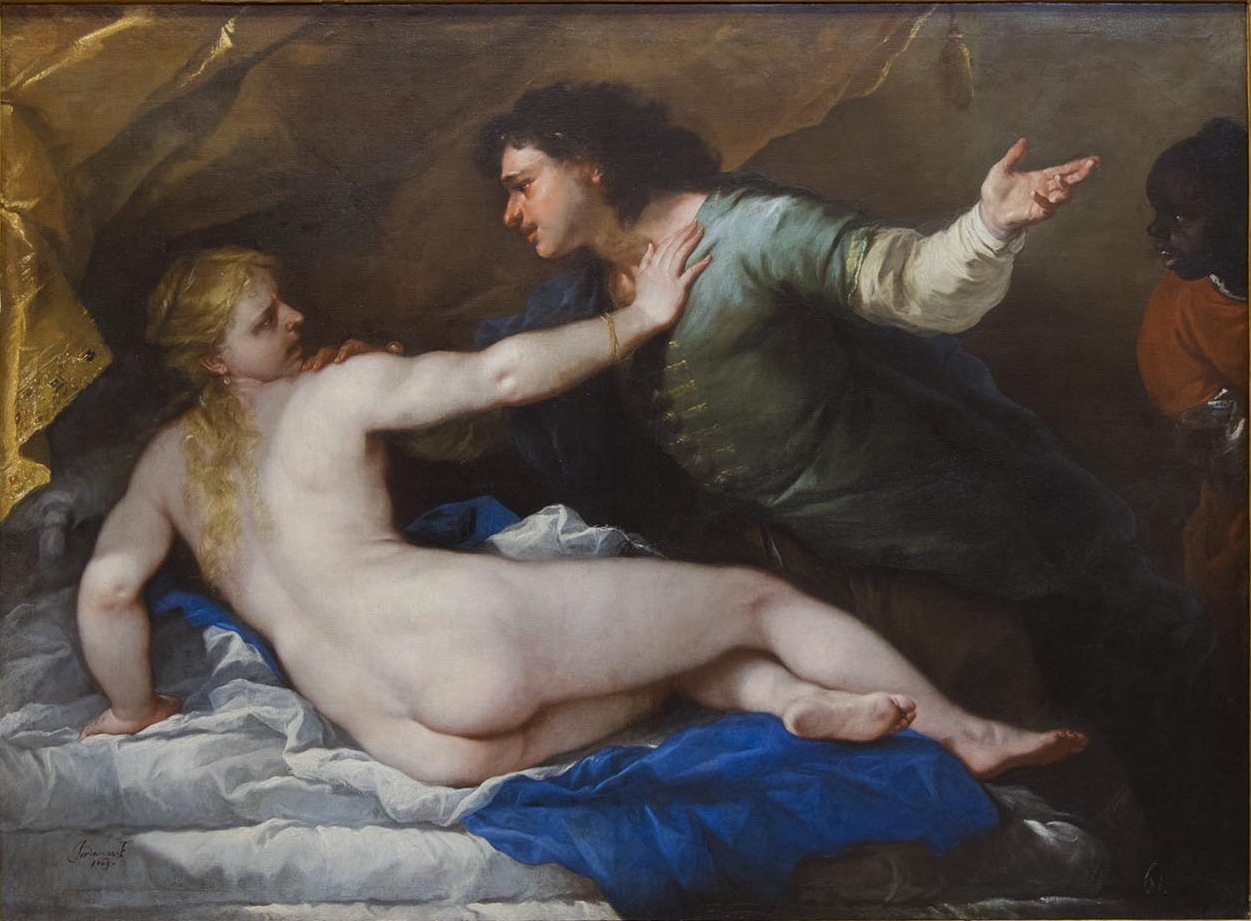
Lucrezia e Tarquinio, Luca Giordano

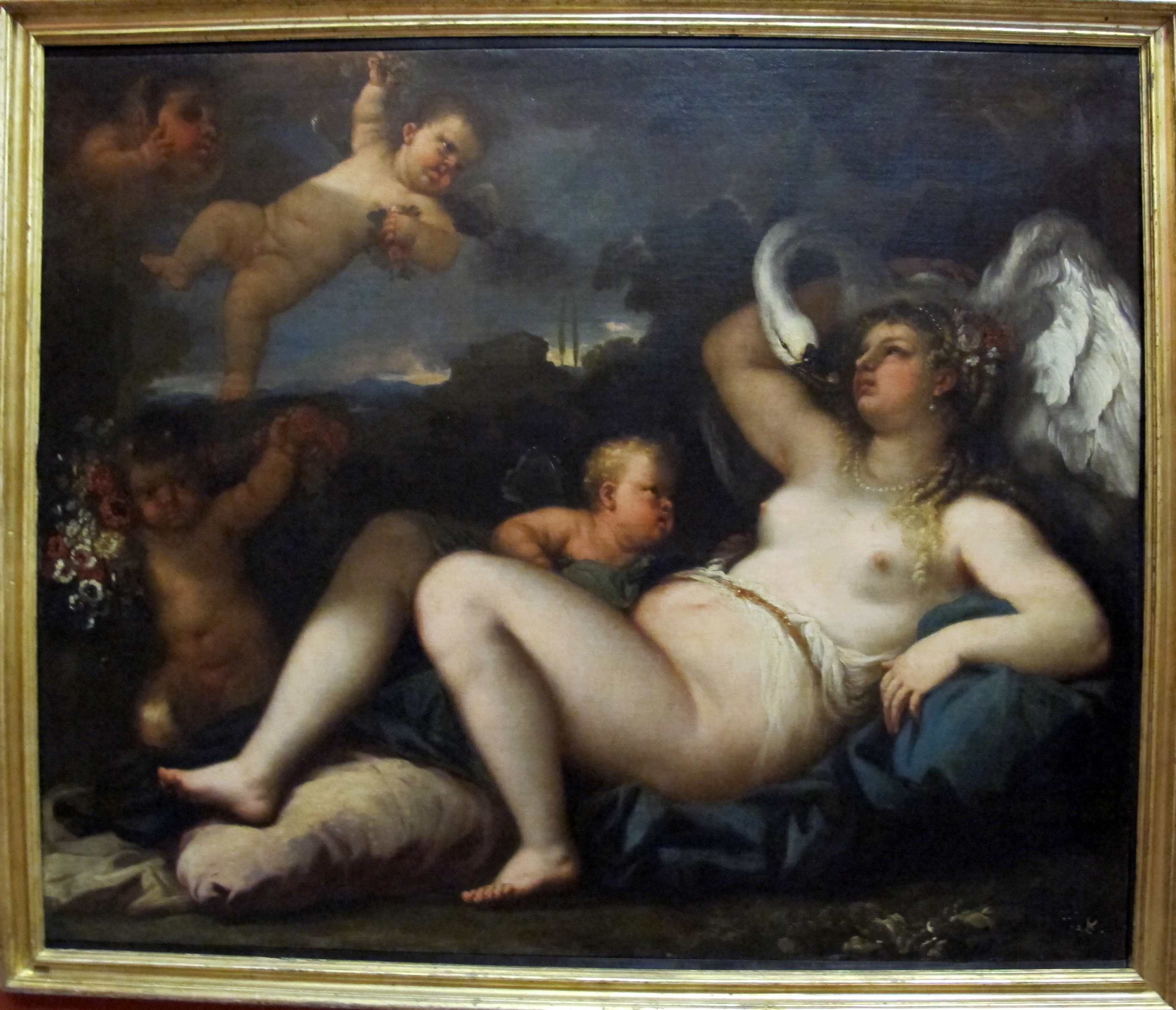
Leda col cigno, Luca Giordano

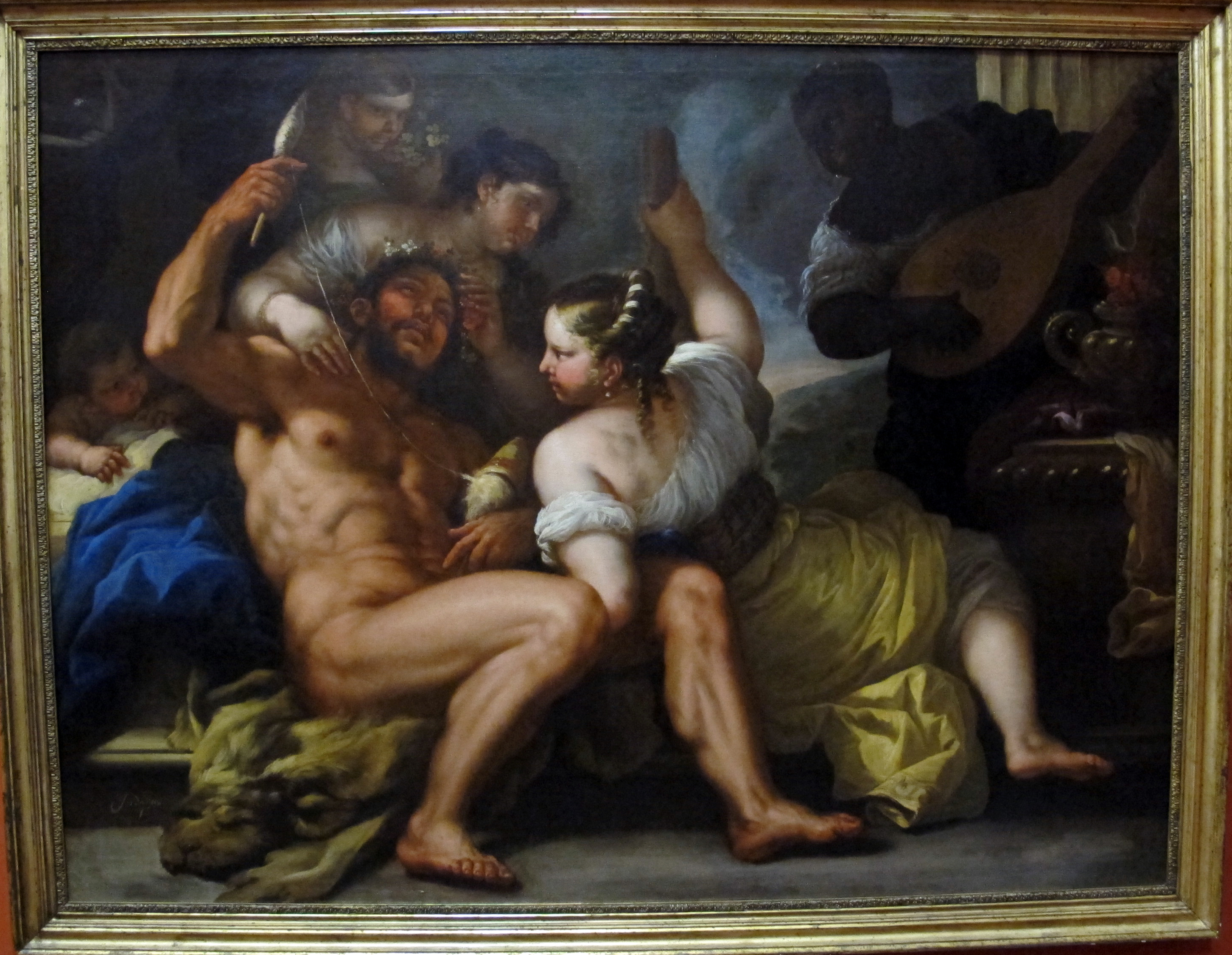
Ercole e Onfale, Luca Giordano

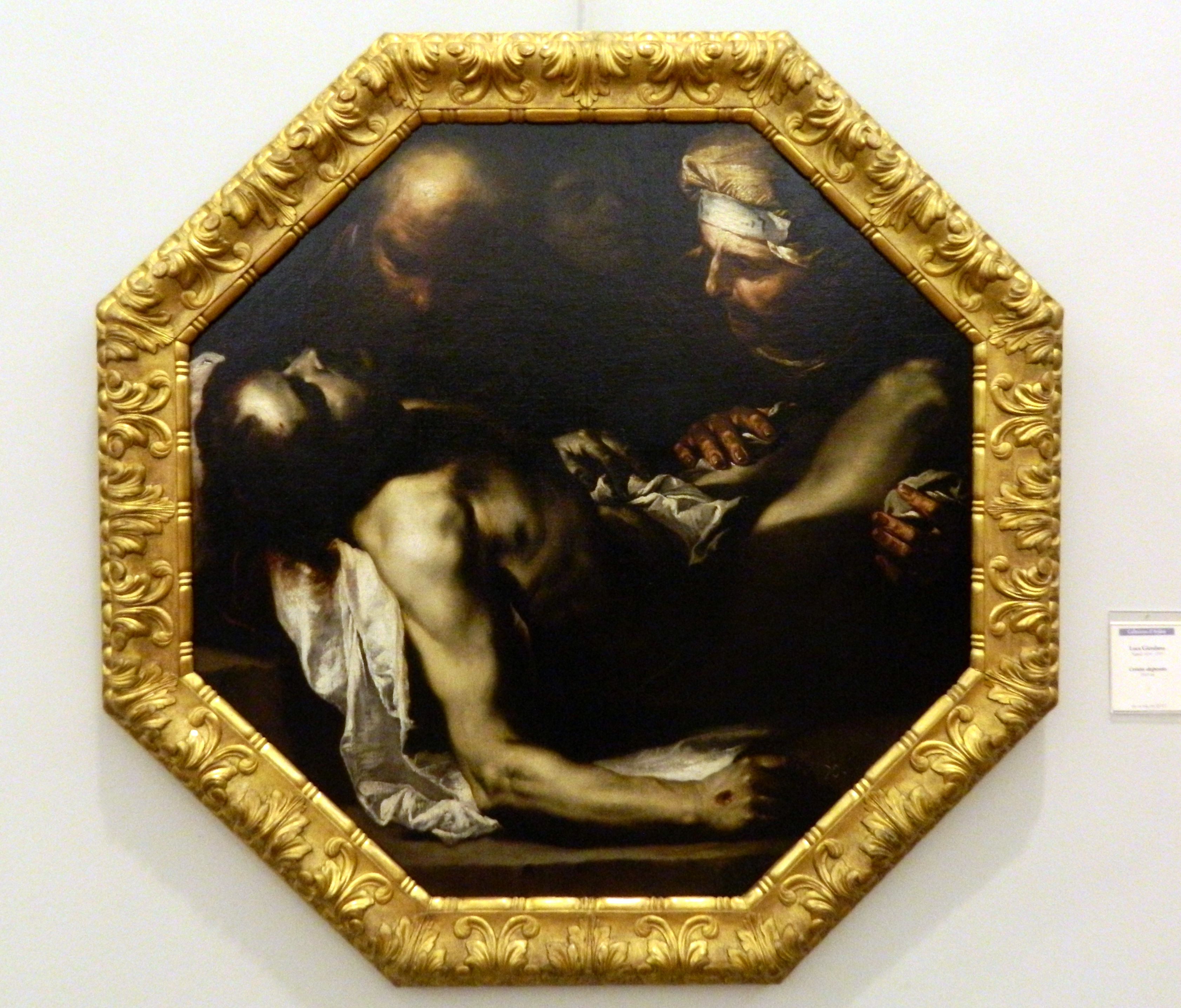
Cristo deposto dalla croce, Luca Giordano

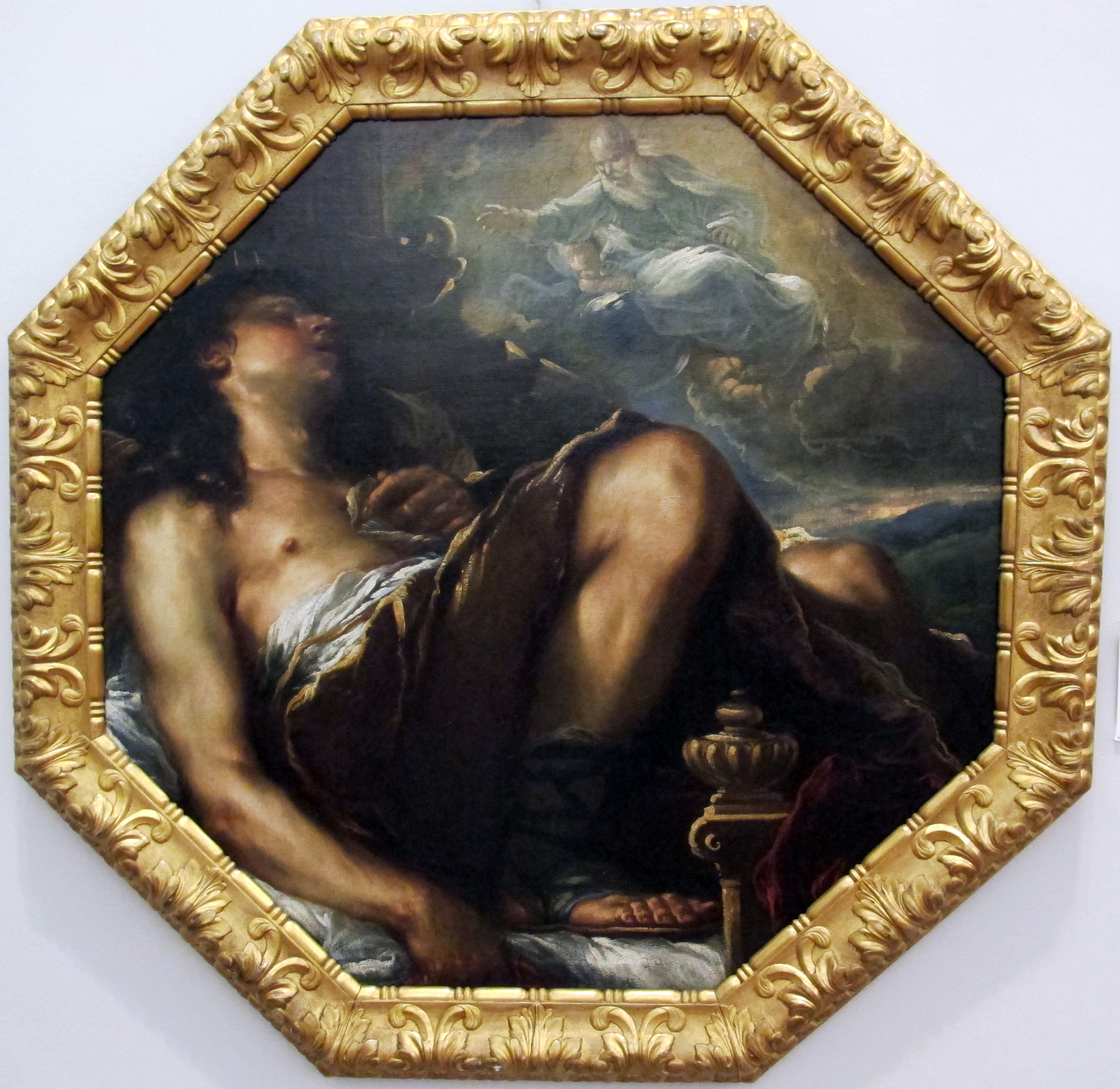
Morte di Sant'Alessio, Luca Giordano

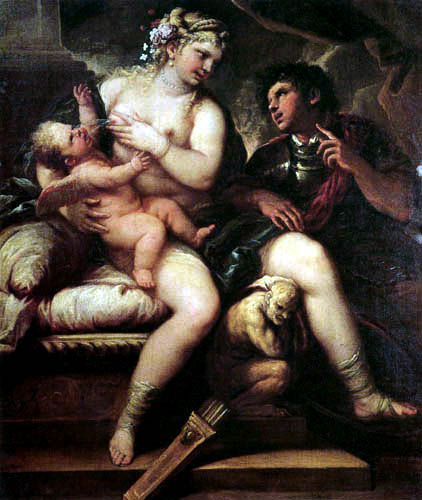
Venere, Cupido e Marte, Luca Giordano

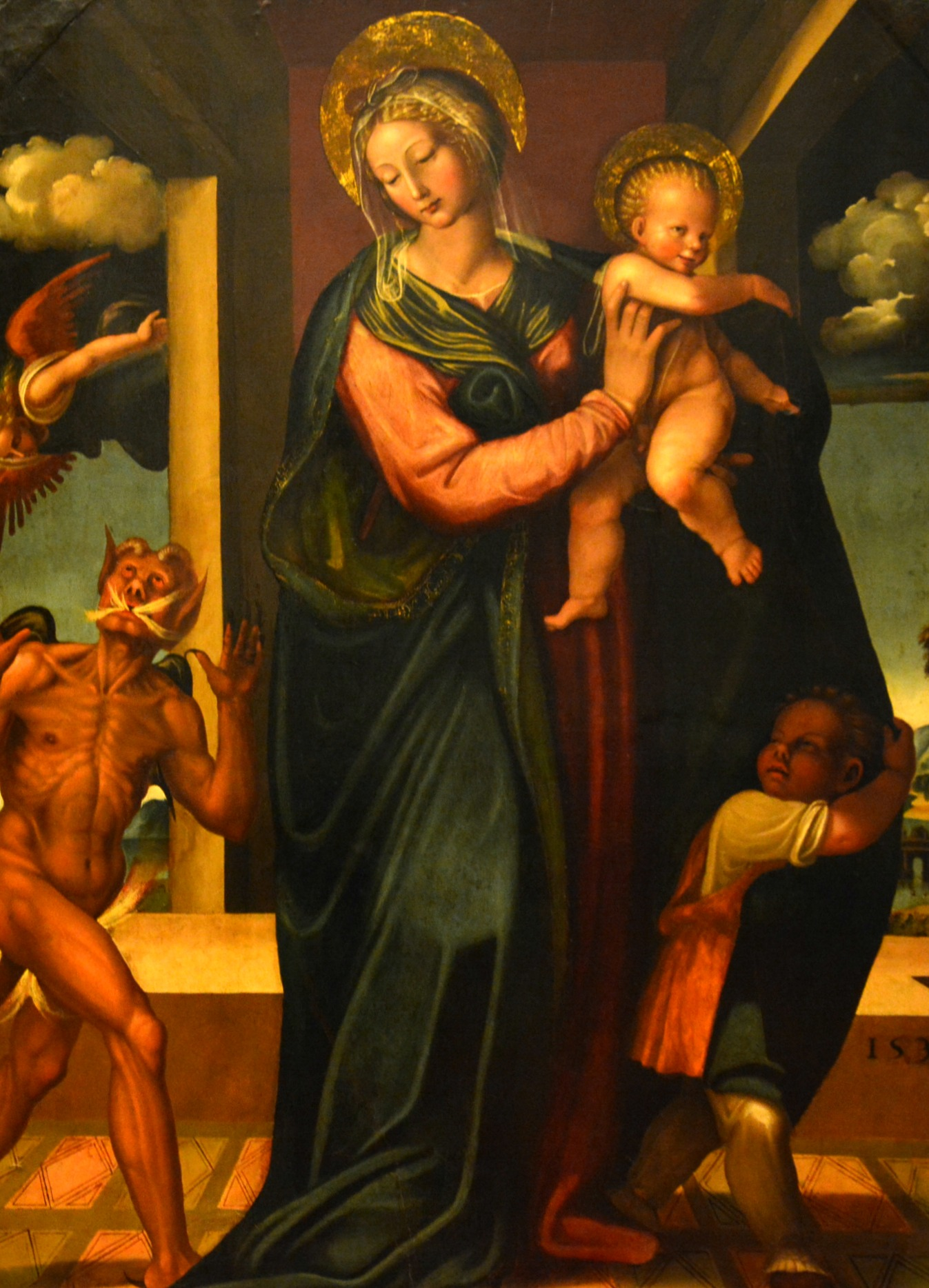
Madonna del Soccorso, Severo Ierace e Marco Cardisco

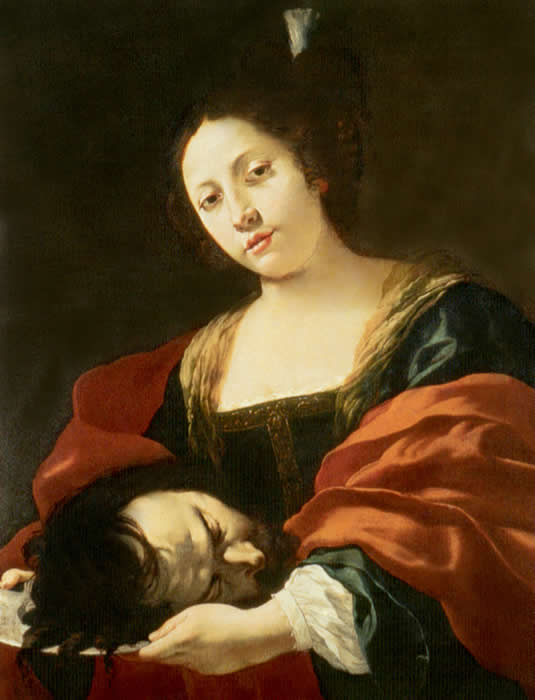
Salomè con la testa del Battista, Charles Mellin

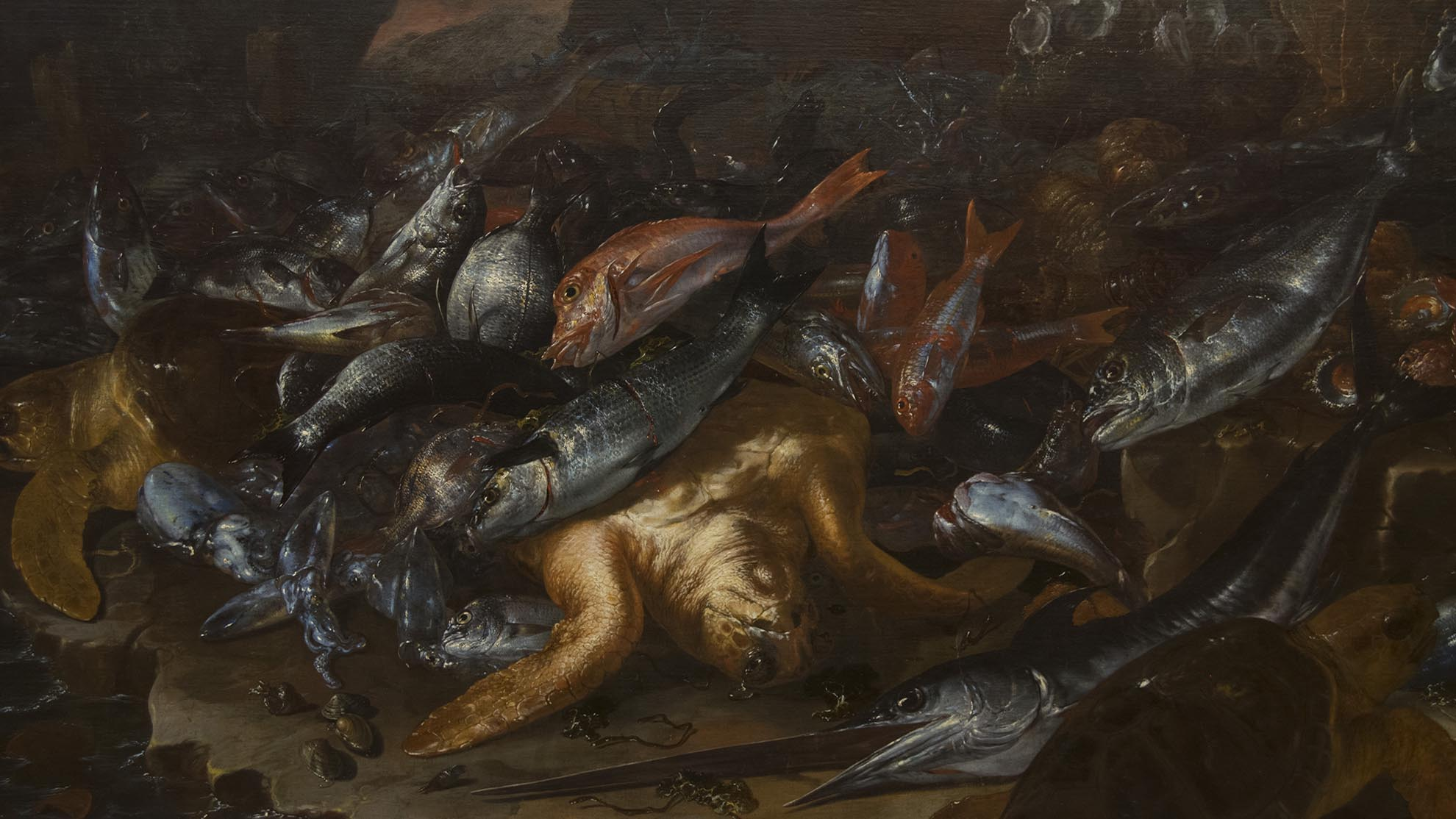
Natura morta con pesci e tartarughe, Giuseppe Recco

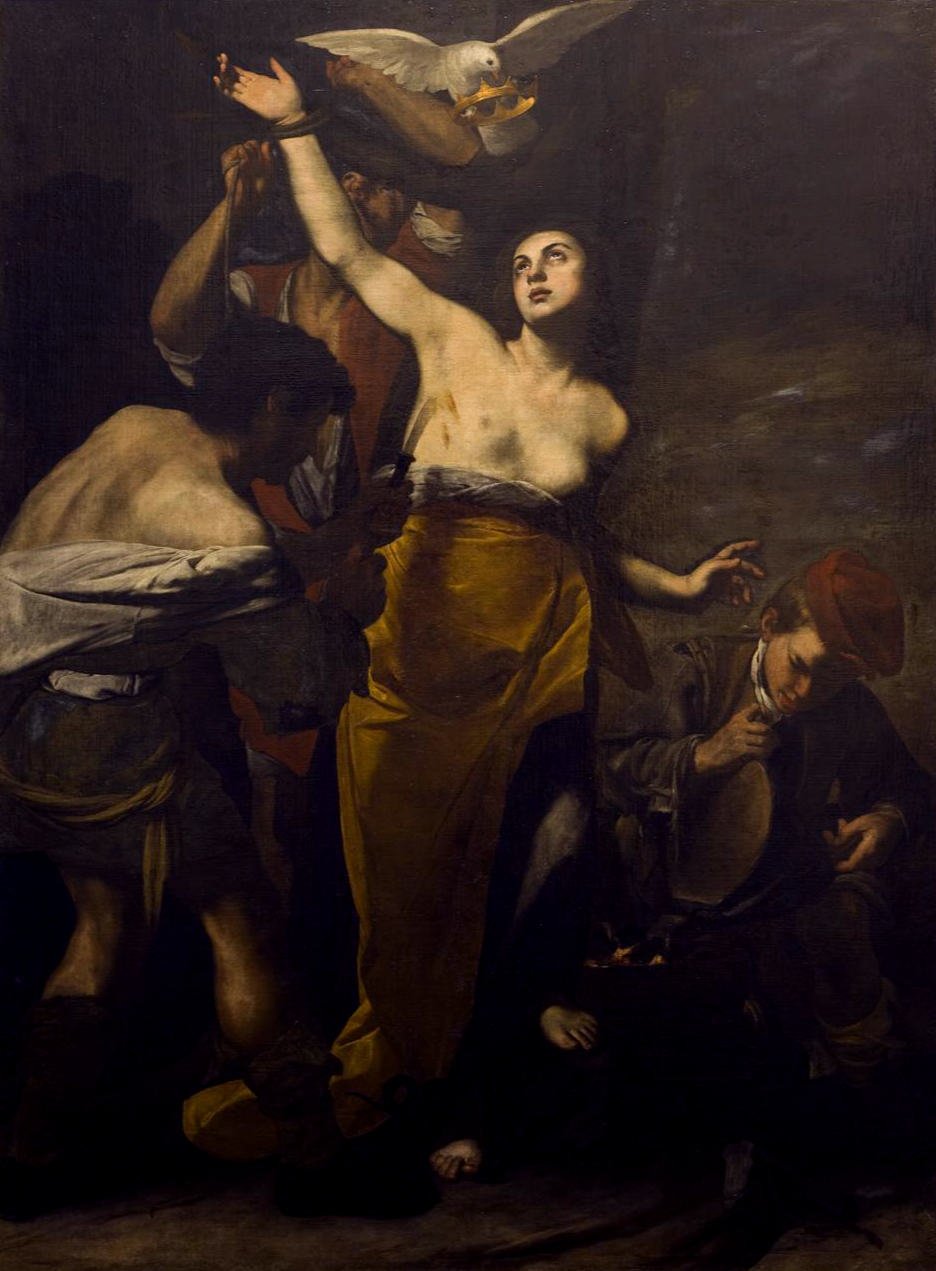
Martirio di sant'Agata, Massimo Stanzione

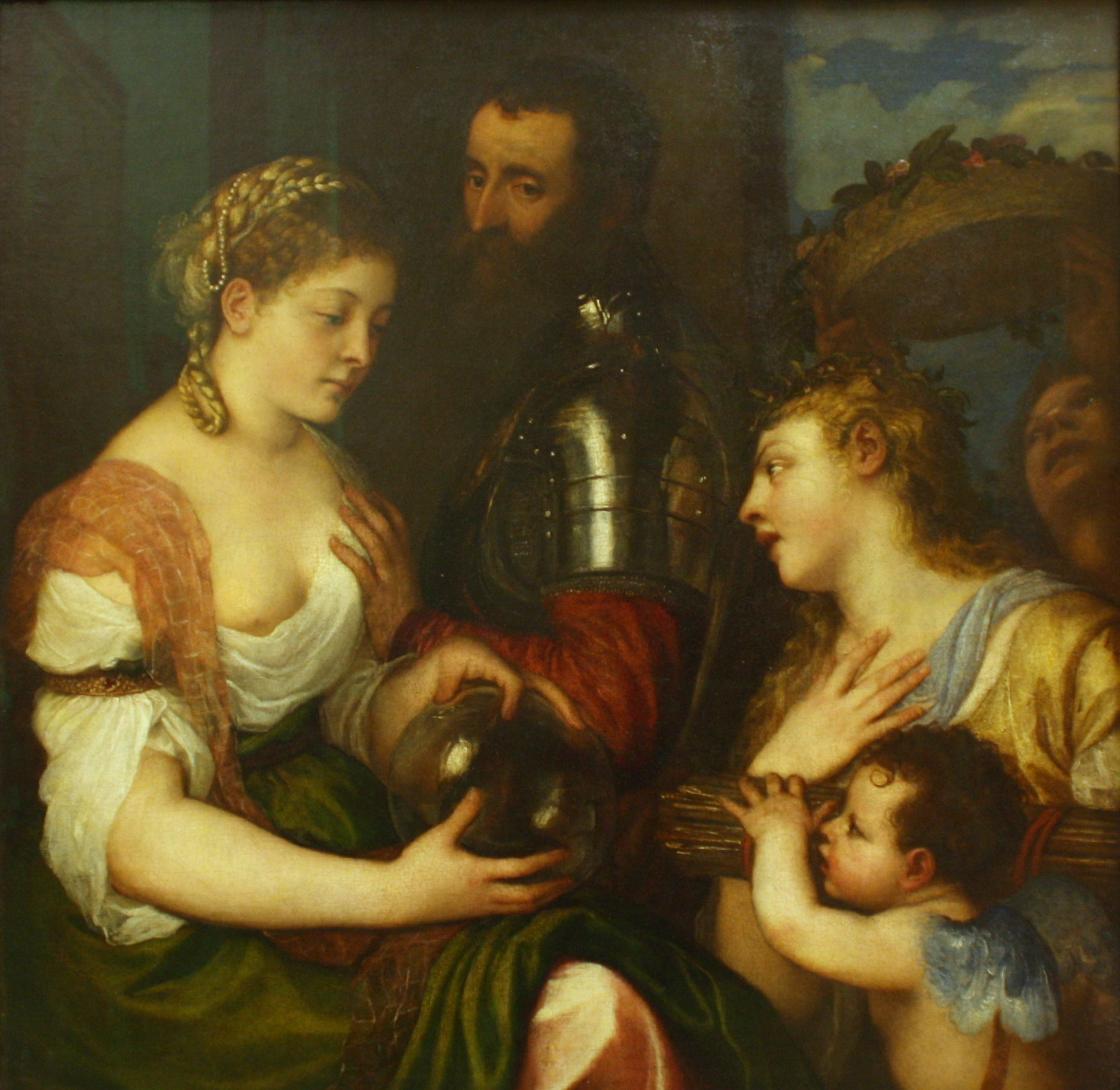
Allegoria coniugale, Tiziano

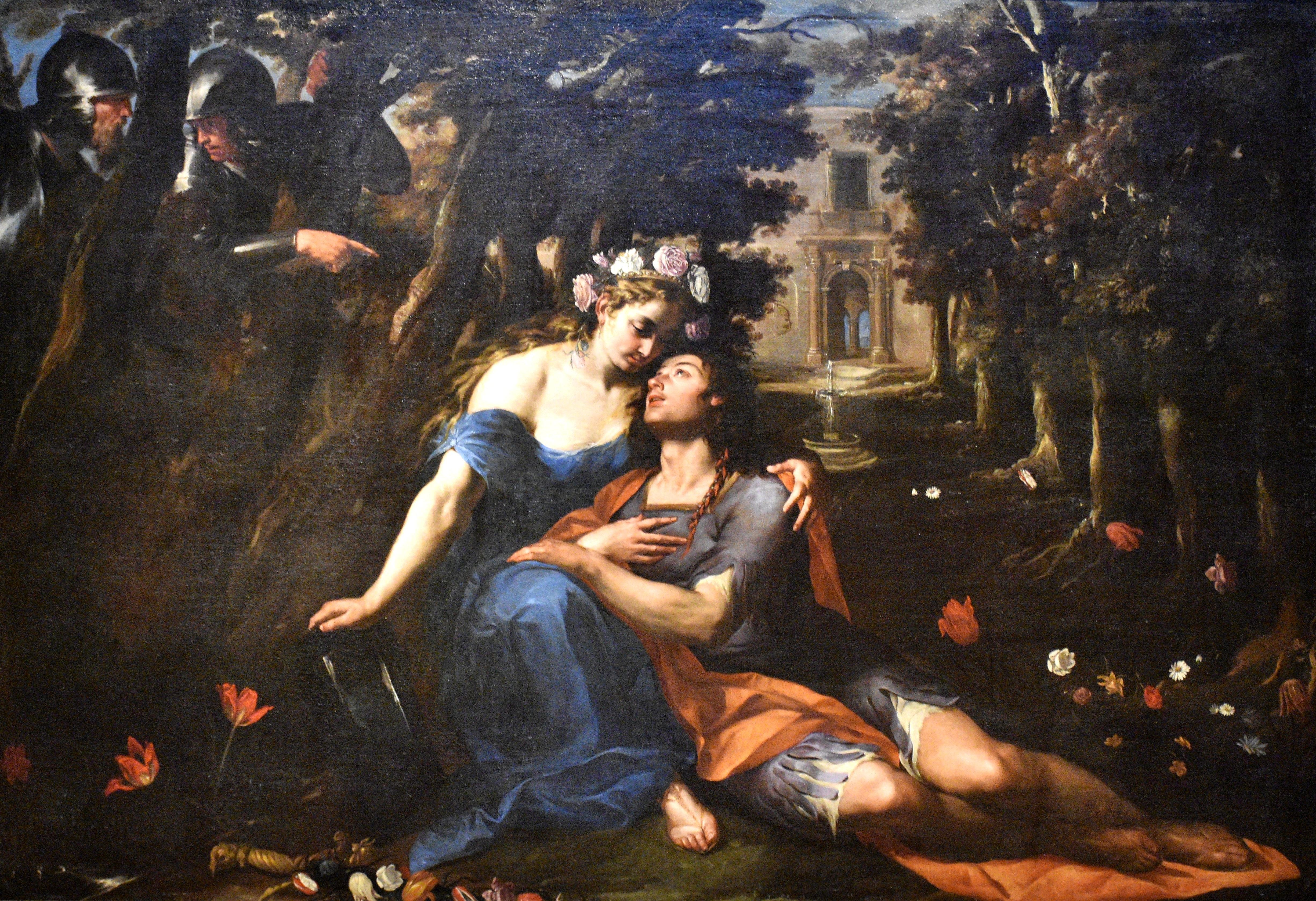
Rinaldo e Armida, Andrea Vaccaro

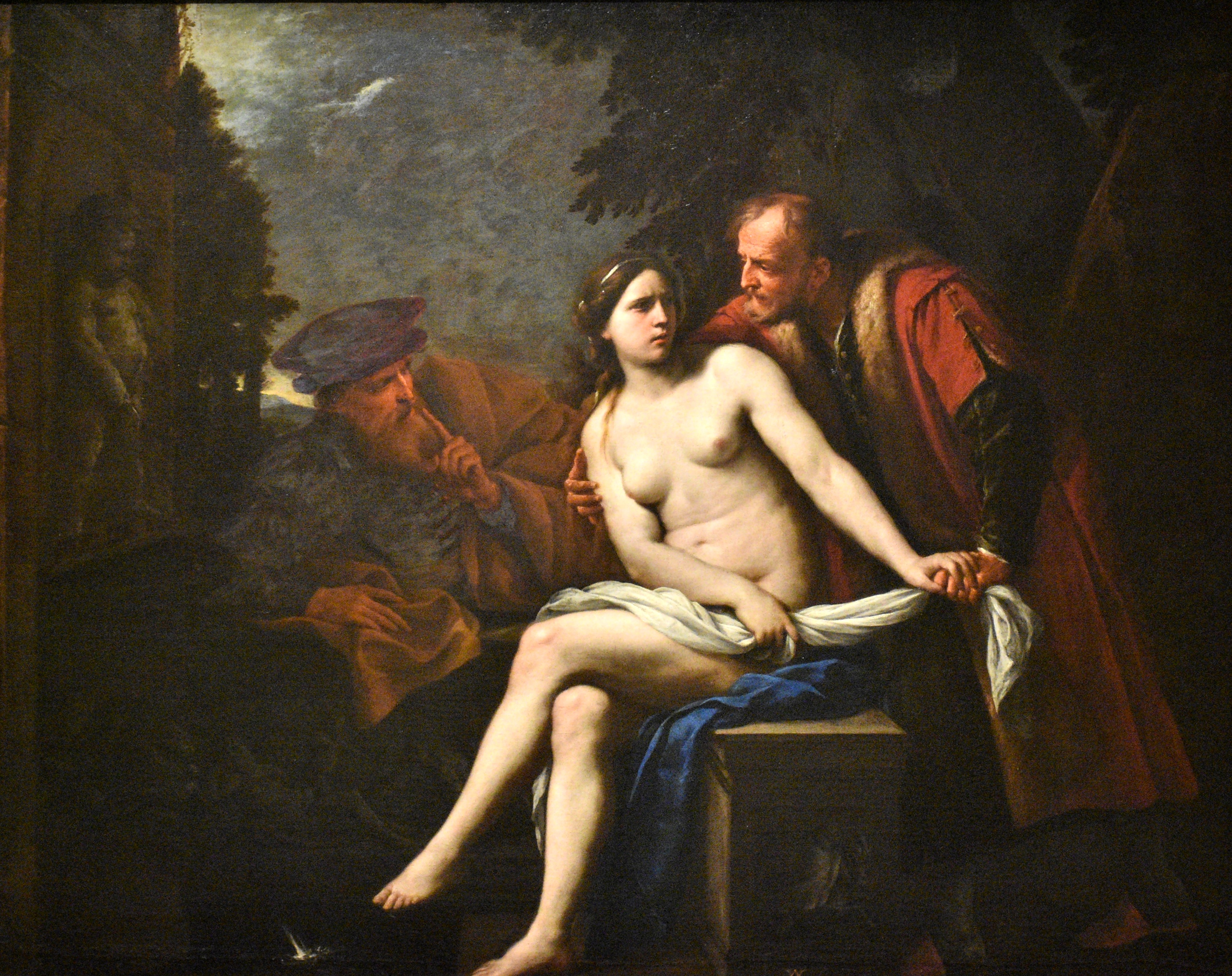
Susanna ed i vecchioni, Andrea Vaccaro

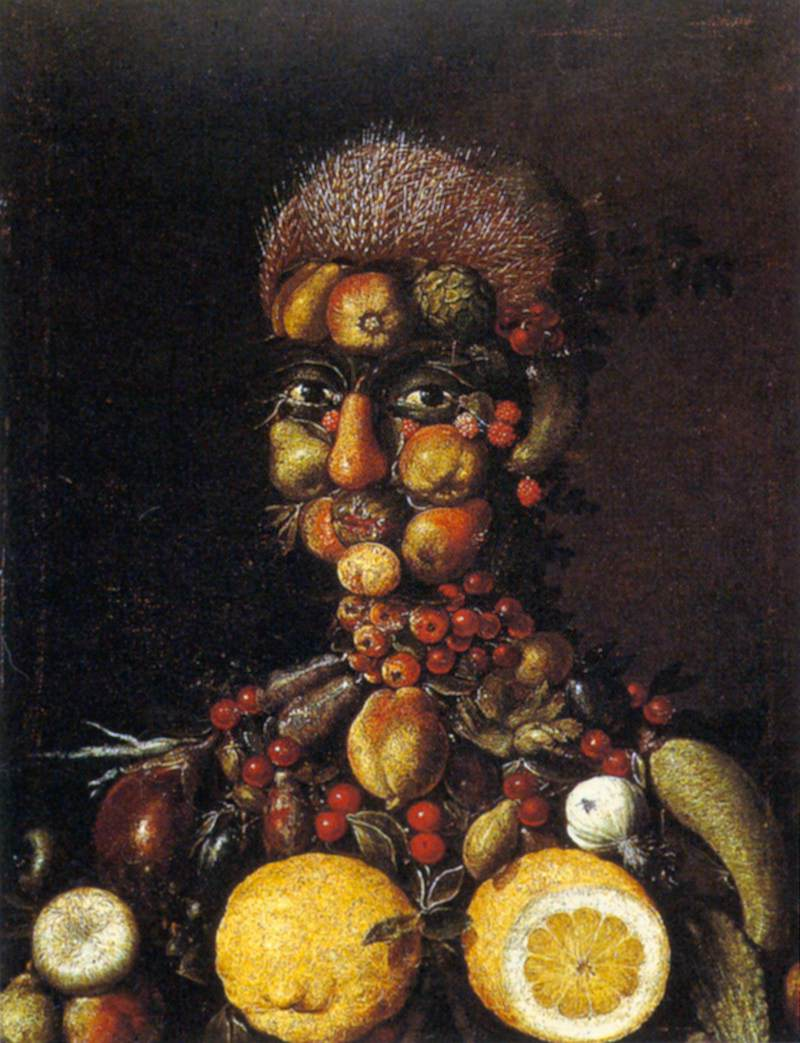
Ritratto arcimboldesco, Francesco Zucchi

- Sacrificio di Isacco, olio su tela, 182×131 cm, Museo di Capodimonte (Napoli)
- Allegoria, olio su tela, 46×130 cm, Museo di Capodimonte (Napoli)

Ippolito Borghese
- Maddalena, olio su tela, 100×76 cm, Museo di Capodimonte (Napoli)

Matteo Bril
- Paesaggio con la conversione di Saulo, olio su tela, 105×146 cm, Museo di Capodimonte (Napoli)

Abraham Brueghel e Giuseppe Ruoppolo
- Natura morta con frutta e fiori, olio su tela, 253×338 cm, Museo di Capodimonte (Napoli)

Luca Cambiaso
- Maddalena, olio su tela, 84×60 cm, Museo di Capodimonte (Napoli)

Bernardino Campi
- Imperatore romano, dodici oli su tela, 138×110 cm ciascuno, copie da Tiziano, Museo di Capodimonte (Napoli)

Bernardo Cavallino
- Giuditta con la testa di Oloferne, olio su tela, 101×128 cm, Museo di Capodimonte (Napoli)

Antonio de Bellis
- Morte di Abele, olio su tela, 102×129 cm, Museo di Capodimonte (Napoli)
- Parabola del buon samaritano, olio su tela, 94×116 cm, Museo di Capodimonte (Napoli)

Andrea De Lione
- Battaglia fra turchi e cristiani, olio su tela, 78×122 cm, Museo di Capodimonte (Napoli)

Paolo De Matteis
- Madonna della Modestia, olio su rame, 27×21 cm, Museo di Capodimonte (Napoli)

François de Nomé
- Costantino distrugge gli idoli, olio su tela, 47×74,5 cm, Museo di Capodimonte (Napoli)
- Distruzione degli idoli, olio su tela, 47×60 cm, Museo di Capodimonte (Napoli)
- Architettura immaginaria, olio su tela, 81×101 cm, Museo di Capodimonte (Napoli)
- Interno di chiesa, olio su tela, 70×88 cm, Museo di Capodimonte (Napoli)

Jusepe de Ribera
- Apollo e Marsia, olio su tela, 182×232 cm, Museo di Capodimonte (Napoli)

Pacecco De Rosa
- Venere, satiro e due amorini, olio su tela, 69×132 cm, Museo di Capodimonte (Napoli)
- Venere e Marte, olio su tela, 69×130 cm, Museo di Capodimonte (Napoli)
- Didone abbandonata, olio su tela, 200×310 cm, Museo di Capodimonte (Napoli)
- Bagno di Diana, olio su tela, 205×257,5 cm, Museo di Capodimonte (Napoli)
- Andata al Calvario, olio su tela, 200×178 cm, Museo di Capodimonte (Napoli)
- Sant'Antonio da Padova in estasi, olio su tela, 204×152 cm, Museo di Capodimonte (Napoli)
- Giudizio di Paride, olio su tela, 108×167 cm, Museo di Capodimonte (Napoli)
- Fuga in Egitto, olio su tela, 221×178 cm, Museo di Capodimonte (Napoli)
- Madonna col Bambino, olio su tela, 76×63 cm, Museo di Capodimonte (Napoli)

Lavinia Fontana
- Ritratto di monaco certosino, olio su tela, 123×103 cm, Museo di Capodimonte (Napoli)

Luca Forte
- Natura morta con uva rossa, olio su tela, 127×98 cm, Museo di Capodimonte (Napoli)
- Natura morta con uva bianca, olio su tela, 127×98 cm, Museo di Capodimonte (Napoli)

Filippo Giannetto
- Veduta di Messina durante la rivolta del 1674, olio su tela, 155×316 cm, Museo di Capodimonte (Napoli)

Luca Giordano
- Morte di Sant'Alessio, olio su tela, 103×101 cm, Museo di Capodimonte (Napoli)
- Cristo deposto dalla croce, olio su tela, 103×101 cm, Museo di Capodimonte (Napoli)
- Lucrezia e Tarquinio, olio su tela, 137×189 cm, Museo di Capodimonte (Napoli)
- Venere dormiente con Cupido e satiro, olio su tela, 136×189,5 cm, Museo di Capodimonte (Napoli)
- Martirio di san Sebastiano, olio su tela, 263×200 cm, Museo di Capodimonte (Napoli)
- Leda e il cigno, olio su tela, 131×157 cm, Museo di Capodimonte (Napoli)
- Venere, Cupido e Marte, olio su tela, 152×129 cm, Museo di Capodimonte (Napoli)
- Ercole e Onfale, olio su tela, 157×210 cm, Museo di Capodimonte (Napoli)
- Galatea e Polifemo, olio su tela, × cm, Museo di Capodimonte (Napoli)
- Perseo taglia la testa a Medusa, olio su tela, 225 × 307 cm, Museo di Capodimonte (Napoli)

Severo Ierace e Marco Cardisco
- Madonna del Soccorso, olio su tavola, 142×102 cm, Museo di Capodimonte (Napoli)

Ignoto pittore fiammingo dell'ultimo quarto del XVI secolo
- Madonna del Rosario, olio su tavola, 135×94 cm, Museo di Capodimonte (Napoli)

Ignoto pittore fiammingo di fine XVI secolo
- Marina con Giona e la balena, olio su tavola, 79×93 cm, Museo di Capodimonte (Napoli)

Ignoto pittore fiammingo di inizio XVII secolo
- Sant'Antonio Abate, olio su rame, 18×24 cm, Museo di Capodimonte (Napoli)
- Sant'Onofrio, olio su rame, 18×24 cm, Museo di Capodimonte (Napoli)
- Paesaggio con viandanti e mulo, olio su tela, 85×121 cm, Museo di Capodimonte (Napoli)
- Paesaggio con la Fuga in Egitto, olio su tela, 85×121 cm, Museo di Capodimonte (Napoli)

Ignoto pittore fiammingo della prima metà XVII secolo
- Cristo deriso, olio su tela, 105×83 cm, Museo di Capodimonte (Napoli)

Ignoto pittore del tardo XVII secolo
- Venere, amore e satiro, olio su tela, 155×151 cm, Museo di Capodimonte (Napoli)

Ignoto caravaggesco francese (Jean Tassel?)
- Buona ventura, olio su tela, 187×144 cm, Museo di Capodimonte (Napoli)

Ascanio Luciano
- Veduta della villa sul mare, olio su tela, 125×190 cm, Museo di Capodimonte (Napoli)
- Veduta di palazzo sul mare, olio su tela, 125×190 cm, Museo di Capodimonte (Napoli

Nicola Malinconico
- Adamo ed Eva piangono la morte di abele, olio su tela, Museo di Capodimonte (Napoli)

Francesco Manzini
- Toletta di Venere, olio su tela, 292×216 cm, Museo di Capodimonte (Napoli)

Charles Mellin
- Salomé con la testa del Battista, olio su tela, 125×100 cm, Museo di Capodimonte (Napoli)

Mattia Preti (attr.)
- Decollazione del Battista, olio su tela, 112×86 cm, Museo di Capodimonte (Napoli)

Leonardo da Pistoia
- Venere e Amore, olio su tavola, 178×106 cm, Museo di Capodimonte (Napoli)

Girolamo Ramarino da Salerno
- Trinità ed angeli, olio su tavola, 129×102 cm, Museo di Capodimonte (Napoli)

Gaetano Recco
- Euclide, olio su tela, 102×74 cm, Museo di Capodimonte (Napoli)
- Morte di Seneca, olio su tela, 225×295 cm, Museo di Capodimonte (Napoli)

Giuseppe Recco
- Natura morta, olio su tela, 13×29 cm, Museo di Capodimonte (Napoli)
- Natura morta con festoni di fiori e cacciagione, olio su tela, 252×335 cm, Museo di Capodimonte (Napoli)
- Natura morta con pesci e tartarughe, olio su tela, 260×340 cm, Museo di Capodimonte (Napoli)
- Natura morta con fiori e frutta, olio su tela, 13×29 cm, Museo di Capodimonte (Napoli)
- Natura morta con frutta, olio su tela, 252×301 cm, Museo di Capodimonte (Napoli)

Nunzio Rossi
- Sant'Onofrio, olio su tela, 129×103 cm, 1645 ca., Museo di Capodimonte (Napoli)

Borromaus Carl Ruthart
- Caccia all'orso, olio su tela, 178×242 cm, Museo di Capodimonte (Napoli)

Fabrizio Santafede
- Annuncio ai pastori, olio su tela, 97×127 cm, Museo di Capodimonte (Napoli)

Ippolito Scarsella
- Paesaggio con scena profana, olio su tela, 84×103,5 cm, Museo di Capodimonte (Napoli)
- Paesaggio con storia profana, olio su tela, 84,5×103,5 cm, Museo di Capodimonte (Napoli)

Massimo Stanzione
- Lucrezia, olio su tela, 118×94 cm, Museo di Capodimonte (Napoli)
- Martirio di sant'Agata, olio su tela, 204×150 cm, Museo di Capodimonte (Napoli)
- Tancredi e Clorinda, olio su tela, 175×270 cm, Museo di Capodimonte (Napoli)

Matthias Stomer
- Adorazione dei pastori, olio su tela, 129×181 cm, Museo di Capodimonte (Napoli)
- Vecchia che osserva una moneta, olio su tela, 50×75 cm, Museo di Capodimonte (Napoli)
- Bevitore, olio su tela, 50×75 cm, Museo di Capodimonte (Napoli)

Tiziano
- Allocuzione di Alfonso d’Avalos (1540-41), olio su tela, 223×165 cm, Museo del Prado (Madrid)
- Allegoria coniugale (1528), olio su tela, 121×107 cm, museo del Louvre (Parigi)
- Ritratto di Alfonso III d’Avalos (1533 ca.), olio su tela, 110×80 cm, Getty Museum (Los Angeles)

Tiziano (copia da)
- Cena in Emmaus, olio su tela, 122×176 cm, Museo di Capodimonte (Napoli)
- Allocuzione del Marchese del Vasto, olio su tavola, 103×76 cm, Museo di Capodimonte (Napoli)

Andrea Vaccaro
- Rinaldo e Armida, olio su tela, 177×260 cm, Museo di Capodimonte (Napoli)
- Susanna ed i vecchioni, olio su tela, 205×264 cm, Museo di Capodimonte (Napoli)

Nicola Vaccaro
- Ercole e Jole, olio su tela, 154×207 cm, Museo di Capodimonte (Napoli)

Giovan Domenico Valentino
- Laboratorio dell'alchimista, olio su tela, 53,5×74,5 cm, Museo di Capodimonte (Napoli)
- Laboratorio dell'alchimista, olio su tela, 48×64,5 cm, Museo di Capodimonte (Napoli)
- Interno di cucina, olio su tela, 49×66 cm, Museo di Capodimonte (Napoli)

Peter van der Meeren
- Venere e Cupido, olio su rame, 27×34 cm, Museo di Capodimonte (Napoli)

Antoon Van Dyck (attr.)
- Cristo crocifisso con la Madonna, Maddalena e san Giovanni, olio su tela, 103×76 cm, Museo di Capodimonte (Napoli)

Bernard van Orley, Jan e William Dermoyen
- Arazzi della battaglia di Pavia, lana, seta e oro, Museo di Capodimonte (Napoli)
  - Avanzata dell'esercito imperiale e attacco della gendarmeria francese guidata da Francesco I, 439×867 cm
  - Sconfitta della cavalleria francese, le fanterie imperiali si impadroniscono dell'artiglieria nemica, 439×867 cm
  - Resa e cattura del re Francesco I, 435×867 cm
  - Invasione dell'accampamento francese e fuga di donne e civili, 440×818 cm
  - Fuga dei francesi e diserzione dei picchieri svizzeri, 424×886 cm
  - Fuga del duca d'Alençon oltre il Ticino, 433×836 cm
  - Sortita degli assediati e rotta degli svizzeri che annegano nel Ticino, 435×789 cm

Pierre-Jacques Volaire
- Eruzione del Vesuvio dal ponte della Maddalena, olio su tela, 130×229 cm, Museo di Capodimonte (Napoli)
- Notturno napoletano con tarantella in riva al mare, olio su tela, 131,5×229 cm, Museo di Capodimonte (Napoli)

Bernhard von Guerard
- Ritratto di Thorvaldsen, olio su tavola, 32×25 cm, Museo di Capodimonte (Napoli)

Simon Vouet (bottega di)
- Suonatore di flauto, olio su tela, 100×80 cm, Museo di Capodimonte (Napoli)

Francesco Zucchi
- Ritratto arcimboldesco (Flora?), olio su tela, 65×48 cm, Museo di Capodimonte (Napoli)

Jacopo Zucchi
- Allegoria del mondo fra la pace e la guerra, olio su tela, 18 cm diametro, Museo di Capodimonte (Napoli)

## Albero genealogico degli eredi della collezione
Segue un sommario albero genealogico degli eredi della collezione d'Avalos, dove sono evidenziati in grassetto gli esponenti della famiglia che hanno ereditato, custodito, o che comunque sono risultati influenti nelle dinamiche inerenti alla collezione d'arte. Per semplicità, il cognome d'Avalos viene abbreviato a "d'A.".
|                 |                 | | | | | | | | | |                               |
|                 |                 | | | | | Innico I d'A. (1414-1484)                                                                                          | | | | |                               |
|                 |                 | | | | | | | | | |                               |
|                 |                 | | | | | | | | | |                               |
|                 |                 | | | Alfonso II d'A. (1465-1495) | Alfonso II d'A. (1465-1495) | | Innico II d'A. (1467-1503) (ottenne il marchesato di Vasto) | Innico II d'A. (1467-1503) (ottenne il marchesato di Vasto) | ...e altri 5 fratelli/sorelle | ...e altri 5 fratelli/sorelle |                               |
|                 |                 | | | | | | | | | |                               |
|                 |                 | | | | | | | | | |                               |
|                 |                 | | | Fernando Francesco d'A. (1490-1525) (a lui si deve la costruzione del palazzo d'Avalos del Vasto di Chiaia a Napoli) | Fernando Francesco d'A. (1490-1525) (a lui si deve la costruzione del palazzo d'Avalos del Vasto di Chiaia a Napoli)                                                                                 | Alfonso III d'A. (1502-1546) (fu committente delle opere di Tiziano)                                               | Alfonso III d'A. (1502-1546) (fu committente delle opere di Tiziano) | Costanza d'A. (?-1575) (sposata con il duca di Amalfi Alfonso II Piccolomini) | Costanza d'A. (?-1575) (sposata con il duca di Amalfi Alfonso II Piccolomini) | |                               |
|                 |                 | | | | | | | | | |                               |
|                 |                 | | | | | | | | | |                               |
|                 |                 | Francesco Ferdinando d'A. (1530-1571) (marchese del Vasto, fu sposato con Vittoria Colonna; probabilmente a lui furono donati gli arazzi della battaglia di Pavia; una delle figlie, Isabella d'A., va in sposa al cugino Innico III d'A.) | Francesco Ferdinando d'A. (1530-1571) (marchese del Vasto, fu sposato con Vittoria Colonna; probabilmente a lui furono donati gli arazzi della battaglia di Pavia; una delle figlie, Isabella d'A., va in sposa al cugino Innico III d'A.) | Innico d'Avalos (1536-1600) (fu cardinale) | Innico d'Avalos (1536-1600) (fu cardinale) | Cesare d'A. (1536-1614) (a lui si deve la costruzione del palazzo di via Toledo, poi divenuto Carafa di Maddaloni) | Cesare d'A. (1536-1614) (a lui si deve la costruzione del palazzo di via Toledo, poi divenuto Carafa di Maddaloni) | Carlo d'A. (1541-1612) (acquistò il feudo di Montesarchio col titolo di principe) | Carlo d'A. (1541-1612) (acquistò il feudo di Montesarchio col titolo di principe) | ...e altri 4 fratelli/sorelle | ...e altri 4 fratelli/sorelle |
|                 |                 | | | | | | | | | |                               |
|                 |                 | | | | | | | | | |                               |
|                 |                 | | | Giovanni I d'A. (?-1638) (principe di Montesarchio, assieme al figlio fu tra i principali fautori della collezione seicentesca; a lui si deve l'immissione dell'Apollo e Marsia di Jusepe de Ribera)                                 | Giovanni I d'A. (?-1638) (principe di Montesarchio, assieme al figlio fu tra i principali fautori della collezione seicentesca; a lui si deve l'immissione dell'Apollo e Marsia di Jusepe de Ribera) | | | | Innico III d'A. (1578-1632) (acquisì tramite il matrimonio con la nipote Isabella d'A., figlia di Alfonso Felice d'A. e Lavinia Feltria Della Rovere, nonché nipote di Francesco Ferdinando d'A., il titolo di marchese del Vasto) | Innico III d'A. (1578-1632) (acquisì tramite il matrimonio con la nipote Isabella d'A., figlia di Alfonso Felice d'A. e Lavinia Feltria Della Rovere, nonché nipote di Francesco Ferdinando d'A., il titolo di marchese del Vasto) |                               |
|                 |                 | | | | | | | | | |                               |
|                 |                 | | | | | | | | | |                               |
|                 |                 | Andrea d'A. (1618-1709) (principe di Montesarchio, assieme al padre fu tra i principali fautori della collezione seicentesca, tra cui l'immissione delle opere mitologiche di Pacecco de Rosa e Luca Giordano e delle nature morte; senza figli maschi, ma solo con tre femmine, una di queste, Giulia, andò in sposa al cugino Giovanni II d'A.)    | Andrea d'A. (1618-1709) (principe di Montesarchio, assieme al padre fu tra i principali fautori della collezione seicentesca, tra cui l'immissione delle opere mitologiche di Pacecco de Rosa e Luca Giordano e delle nature morte; senza figli maschi, ma solo con tre femmine, una di queste, Giulia, andò in sposa al cugino Giovanni II d'A.)    | Francesco d'A. (1620 ca.-1649) (ottenne il feudo di Troia e, poco prima di morire, il titolo di principe) | Francesco d'A. (1620 ca.-1649) (ottenne il feudo di Troia e, poco prima di morire, il titolo di principe)                                                                                            | ...e altri 9 fratelli/sorelle                                                                                      | ...e altri 9 fratelli/sorelle | Diego I d'Avalos (?-1697) (marchese del Vasto) | Diego I d'Avalos (?-1697) (marchese del Vasto) | ...e altri 7 fratelli/sorelle | ...e altri 7 fratelli/sorelle |
|                 |                 | | | | | | | | | |                               |
|                 |                 | | | | | | | | | |                               |
|                 |                 | | | Giovanni II d'A. (?-1712) (sposò la cugina Giulia d'A., figlia di Andrea d'A.; dalla loro unione ne conseguì il ricongiungimento dei rami titolati di Montesarchio e di Troia)                                                       | Giovanni II d'A. (?-1712) (sposò la cugina Giulia d'A., figlia di Andrea d'A.; dalla loro unione ne conseguì il ricongiungimento dei rami titolati di Montesarchio e di Troia)                       | | Cesare Michelangelo d'A. (1667-1729) (marchese del Vasto, sposò la nipote di secondo grado del ramo napoletano Ippolita d'A., da cui non ebbe tuttavia figlia, che determinò l'unione dei tre rami principali della famiglia, Montesarchio, Troia e Vasto; causa criticità finanziarie, fu costretto a vendere svariate opere delle collezioni abruzzesi, da cui ne conseguì il trasferimento dei pezzi superstiti in quella napoletana) | Cesare Michelangelo d'A. (1667-1729) (marchese del Vasto, sposò la nipote di secondo grado del ramo napoletano Ippolita d'A., da cui non ebbe tuttavia figlia, che determinò l'unione dei tre rami principali della famiglia, Montesarchio, Troia e Vasto; causa criticità finanziarie, fu costretto a vendere svariate opere delle collezioni abruzzesi, da cui ne conseguì il trasferimento dei pezzi superstiti in quella napoletana) | ...e altri 2 fratelli/sorelle | ...e altri 2 fratelli/sorelle |                               |
|                 |                 | | | | | | | | | |                               |
|                 |                 | | | | | | | | | |                               |
|                 |                 | Ippolita d'A. (?-?) (sposò lo zio del ramo abruzzese del Vasto, Cesare Michelangelo d'A., senza avere tuttavia figli, portando l'unione dei tre principali rami d'A., quello di Vasto, di Montesarchio e di Troia) | Ippolita d'A. (?-?) (sposò lo zio del ramo abruzzese del Vasto, Cesare Michelangelo d'A., senza avere tuttavia figli, portando l'unione dei tre principali rami d'A., quello di Vasto, di Montesarchio e di Troia) | Niccolò d'A. (?-1729) | Niccolò d'A. (?-1729) | ...e altri 6 fratelli/sorelle                                                                                      | ...e altri 6 fratelli/sorelle | | | |                               |
|                 |                 | | | | | | | | | |                               |
|                 |                 | | | | | | | | | |                               |
|                 |                 | Giovan Battista d'A. (?-1729) (morti senza figli Cesare Michelangelo, marchese del Vasto, e Ippolita d'A., principessa di Montesarchio e Troia, fu il primo ad essere investito dei titoli posseduti dai tre principali rami del casato, quello napoletano, quello abruzzese e quello pugliese, che ebbe poi seguito tramite il nipote Tommaso d'A.) | Giovan Battista d'A. (?-1729) (morti senza figli Cesare Michelangelo, marchese del Vasto, e Ippolita d'A., principessa di Montesarchio e Troia, fu il primo ad essere investito dei titoli posseduti dai tre principali rami del casato, quello napoletano, quello abruzzese e quello pugliese, che ebbe poi seguito tramite il nipote Tommaso d'A.) | Diego II d'A. (1697-1776) | Diego II d'A. (1697-1776) | ...e altri 3 fratelli/sorelle                                                                                      | ...e altri 3 fratelli/sorelle | | | |                               |
|                 |                 | | | | | | | | | |                               |
|                 |                 | | | | | | | | | |                               |
|                 |                 | | Tommaso d'A. (1752-1806) (principe di Montesarchio, marchese del Vasto, principe di Troia, a lui si deve il merito di aver reperito nuovamente gli arazzi della battaglia di Pavia ceduti in precedenza da Cesare Michelangelo d'A.) | Tommaso d'A. (1752-1806) (principe di Montesarchio, marchese del Vasto, principe di Troia, a lui si deve il merito di aver reperito nuovamente gli arazzi della battaglia di Pavia ceduti in precedenza da Cesare Michelangelo d'A.) | ...e altri 13 fratelli/sorelle | ...e altri 13 fratelli/sorelle                                                                                     | | | | |                               |
|                 |                 | | | | | | | | | |                               |
|                 |                 | | | | | | | | | |                               |
|                 |                 | Diego III d'A. | Diego III d'A. | ...e altri 3 fratelli/sorelle | ...e altri 3 fratelli/sorelle | | | | | |                               |
|                 |                 | | | | | | | | | |                               |
|                 |                 | | | | | | | | | |                               |
| Ferdinando d'A. | Ferdinando d'A. | Alfonso V d'A. (?-1862) (alla sua morte dispose la donazione della collezione allo Stato italiano, dal 1957 esposta al museo di Capodimonte a Napoli; i parenti provenienti dai rami di Celenza e Torrebruna, della linea di fratelli di Niccolò d'A., avviarono una lite giudiziaria per rivendicare l'eredità del lascito, che tuttavia persero)   | Alfonso V d'A. (?-1862) (alla sua morte dispose la donazione della collezione allo Stato italiano, dal 1957 esposta al museo di Capodimonte a Napoli; i parenti provenienti dai rami di Celenza e Torrebruna, della linea di fratelli di Niccolò d'A., avviarono una lite giudiziaria per rivendicare l'eredità del lascito, che tuttavia persero)   | Giuseppe d'A. | Giuseppe d'A. | | | | | |                               |